# Список эпизодов мультсериала «Закусочная Боба»
«Закусочная Боба» (англ. Bob’s Burgers) — американский мультсериал, премьера которого состоялась на телеканале «Fox» 9 января 2011 года. Он сосредоточен на семье Белчеров, состоящей из Боба, Линды и их детей Тины, Джина и Луизы, которые управляют гамбургерным рестораном. Предпосылка шоу возникла у Лорена Бушар, который является исполнительным продюсером вместе с Джимом Даутрив.

## Список эпизодов
| Сезон | Сезон                  | К-ство серий           | Оригинальная дата показа | Оригинальная дата показа |
| Сезон | Сезон                  | К-ство серий           | Премьера сезона          | Финал сезона             |
| ----- | ---------------------- | ---------------------- | ------------------------ | ------------------------ |
|       | 1                      | 13                     | 9 января 2011            | 22 мая 2011              |
|       | 2                      | 9                      | 11 марта 2012            | 20 мая 2012              |
|       | 3                      | 23                     | 30 сентября 2012         | 12 мая 2013              |
|       | 4                      | 22                     | 29 сентября 2013         | 18 мая 2014              |
|       | 5                      | 21                     | 5 октября 2014           | 17 мая 2015              |
|       | 6                      | 19                     | 27 сентября 2015         | 22 мая 2016              |
|       | 7                      | 21                     | 25 сентября 2016         | 11 июня 2017             |
|       | 8                      | 21                     | 1 октября 2017           | 20 мая 2018              |
|       | 9                      | 22                     | 30 сентября 2018         | 12 мая 2019              |
|       | 10                     | 22                     | 29 сентября 2019         | 17 мая 2020              |
|       | 11                     | 22                     | 27 сентября 2020         | 23 мая 2021              |
|       | 12                     | 22                     | 26 сентября 2021         | 22 мая 2022              |
|       | Закусочная Боба в кино | Закусочная Боба в кино | 27 мая 2022              | 27 мая 2022              |
|       | 13                     | 22                     | 25 сентября 2022         | 21 мая 2023              |
|       | 14                     | 16                     | 1 октября 2023           | 22 сентября 2024         |
|       | 15                     | TBA                    | 29 сентября 2024         | TBA                      |

### Первый сезон (2011)
| № общий | № в сезоне | Название                                                           | Режиссёр       | Автор сценария              | Дата премьеры   | Произв. код | Зрители в США (млн) |
| --- | ---------- | ------------------------------------------------------------------ | -------------- | --------------------------- | --------------- | ----------- | ------------------- |
| 1 | 1          | «Human Flesh» «Человеческая плоть»                                 | Энтони Чун     | Лорен Бушар и Джим Дотерайв | 9 января 2011   | 1ASA01      | 9.38                |
| Неудачливый владелец ресторана Боб Белчер настолько погружён перепереоткрытием своей закусочной, что забывает о годовщине своей свадьбы. В этот же день приходит санинспекция, но из-за того, что закусочная рядом с крематорием, в ресторан попадает гроб с трупом, после чего санинспекция объявляет, что бургеры в ресторане делают из человеческого мяса. |            |                                                                    |                |                             |                 |             |                     |
| 2 | 2          | «Crawl Space» «Укрытие»                                            | Кионджи Лим    | Лорен Бушар и Джим Даутрив  | 16 января 2011  | 1ASA02      | 5.07                |
| Белчеры готовятся к приезду родителей Линды. Она заставляет Боба подняться на чердак, чтобы отремонтировать протекающую крышу. Там Боб небольшое помещение между стенами дома. Боб решил пересидеть приезд тёщи между стенами, притворившись, что он не может оттуда выбраться. |            |                                                                    |                |                             |                 |             |                     |
| 3 | 3          | «Sacred Cow» «Священная корова»                                    | Дженнифер Койл | Нора Смит                   | 23 января 2011  | 1ASA04      | 4.81                |
| Белчеры собираются отпраздновать юбилей закусочной «жарение стотысячного бургера». У входа ресторана появляется съёмочная группа, снимающая документальный фильм, посвящённый спасению коровы Мулиссы. Дальнейшую судьбу животного должен решить Боб. |            |                                                                    |                |                             |                 |             |                     |
| 4 | 4          | «Sexy Dance Fighting» «Сексуальный танец с дракой»                 | Энтони Чун     | Стивен Дэвис и Келвин Ю     | 13 февраля 2011 | 1ASA06      | 4.19                |
| Джин и Луиза решают развлечь Тину «бразильским брейк-дансом для отсталых» и приводят сестру к школе капоэйры. Впечатлённая «выступлением» тренера Джайро, Тина записывается на занятия. Она увлекается тренировками и своим гуру так сильно, что забывает о своих обязанностях в закусочной, чем сильно огорчает Боба. |            |                                                                    |                |                             |                 |             |                     |
| 5 | 5          | «Hamburger Dinner Theater» «Театр обедних гамбургеров»             | Уэсли Арчер    | Дэн Файбел и Рич Ринальди   | 20 февраля 2011 | 1ASA05      | 4.87                |
| Линда уговаривает Боба разрешить ей показать несколько сценок мюзикла посетителям ресторана. Гробовщик Морт, принимающий участие в работе над постановкой, предлагает «убийственную» тематику. Шоу настолько шокирует зрителей, что в самом начале представления они вызывают полицию. На следующий день актёры-аниматоры показывают упрощённый вариант мюзикла, который вызывает у зрителей недоумение. Скучное шоу спасает ворвавшийся в закусочную грабитель, ожививший спектакль своей импровизацией.                                                       |            |                                                                    |                |                             |                 |             |                     |
| 6 | 6          | «Sheesh! Cab, Bob?» «Блин! Боб — таксист?»                         | Дженнифер Койл | Джон Шредер                 | 6 марта 2011    | 1ASA09      | 4.91                |
| Тине исполняется 13 лет. Её семья хочет организовать девочке идеальный праздник, о котором она мечтала всю жизнь. Чтобы оплатить вечеринку, Бобу приходится по ночам подрабатывать таксистом. Пока Боб знакомится с ночной жизнью города, развозя по домам разных клиентов, Луиза тренирует Тину к первому поцелую с Джимми Песто-младшим. Этот поцелуй должен стать главным событием вечеринки. Однако идеальный праздник оказывается под угрозой, когда выясняется, что отец Джимми не отпускает сына на праздник к Белчерам из-за давней вражды с Бобом.     |            |                                                                    |                |                             |                 |             |                     |
| 7 | 7          | «Bed & Breakfast» «Постель и завтрак»                              | Бухвэн Лим     | Холли Шлесингер             | 13 марта 2011   | 1ASA13      | 4.10                |
| Чтобы улучшить финансовое положение Боб с Линдой решают сдавать комнаты на выходные. |            |                                                                    |                |                             |                 |             |                     |
| 8 | 8          | «Art Crawl» «Художественное ползание»                              | Кионджи Лим    | Лиззи и Венди Молинье       | 20 марта 2011   | 1ASA07      | 4.43                |
| Когда сестра Линды, художница-авангардистка Гейл, вывешивает на стенах закусочной Боба изображения анусов животных, он еле сдерживается, чтобы не высказать всё, что думает о её творчестве. Линда уговаривает Боба потерпеть картины сестры несколько дней, чтобы не ранить чувствительную натуру Гейл. Боб вскоре снимает неоднозначные изображения. Однако когда в его закусочной появляются представители «художественной толкучки», чтобы запретить демонстрацию анусов, Боб вновь вывешивает картины.                                                     |            |                                                                    |                |                             |                 |             |                     |
| 9 | 9          | «Spaghetti Western and Meatballs» «Спагетти-вестерн и фрикадельки» | Уэсли Арчер    | Кит Босс                    | 27 марта 2011   | 1ASA10      | 4.65                |
| Школьный клуб разрешения конфликтов, который посещает Тина, пригласил Линду и Боба обслужить благотворительный ужин. Луиза, обозлённая из-за того, что Боб проводит больше времени с её братом Джином за просмотром спаггети-вестернов вместо того, чтобы, как прежде, торчать перед телевизором с ней, провоцирует конфликт между Джином и школьным задирой Чучу. В итоге семейство Белчеров отстраняют от участия в ужине, что сильно огорчает Линду, которая собиралась поразить учеников и в особенности их родителей вкуснейшими спагетти с фрикадельками. |            |                                                                    |                |                             |                 |             |                     |
| 10 | 10         | «Burger War» «Война бургеров»                                      | Бухвэн Лим     | Лорен Бушар                 | 10 апреля 2011  | 1ASA03      | 4.00                |
| Боб ожидает визита хозяина своего дома мистера Фишодера. Задолжав Фишодеру, Боб надеется произвести на него впечатление, угостив фирменным бургером, тем самым отсрочив срок выплаты долга. Однако план Боба не срабатывает, Фишодер давится. От мистера Фишодера Боб узнаёт, что на его помещение уже претендует Джимми Песто, давний враг и конкурент Боба. Чтобы спасти семейный бизнес, Бобу срочно нужно превратить свою закусочную в популярное заведение.                                                                                                |            |                                                                    |                |                             |                 |             |                     |
| 11 | 11         | «Weekend at Mort's» «Уикенд у Морта»                               | Энтони Чун     | Скотт Джекобсон             | 8 мая 2011      | 1ASA11      | 4.26                |
| На стенах закусочной Боба появилась плесень. Санинспекция закрывает ресторан на карантин, пока в здании проходят дезинфекционные работы. Сосед-гробовщик Морт предлагает семейству Белчеров провести это время в его похоронном бюро. |            |                                                                    |                |                             |                 |             |                     |
| 12 | 12         | «Lobsterfest» «Лобстерфест»                                        | Бухвэн Лим     | Арон Абрамс и Грег Томпсон  | 15 мая 2011     | 1ASA13      | 4.66                |
| Боб кормит город во время шторма, из-за которого фестиваль лобстеров закрывается. Но когда буря проходит и празднества возобновляются, Боб, возмущённый ежегодным мероприятием, протестует против него и в конечном итоге портит запасы масла в городе и навлекает на себя гнев граждан. |            |                                                                    |                |                             |                 |             |                     |
| 13 | 13         | «Torpedo» «Торпедо»                                                | Кионджи Лим    | Дэн Файбел и Рич Ринальди   | 22 мая 2011     | 1ASA12      | 4.31                |
| Семейство Белчеров отправляется на бейсбольный матч, чтобы увидеть свою рекламу на спортивной площадке. Там Боб встречает героя своей юности — бейсболиста Джонса Торпедо. Угостив кумира своим фирменным бургером, Боб наслаждается комплиментами Торпедо, который всячески нахваливает стряпню Боба. Однако когда Боб узнаёт, что его бургеры помогают Торпедо в нечестной игре, он отказывается сотрудничать с спортсменом. |            |                                                                    |                |                             |                 |             |                     |

### Второй сезон (2012)
| № общий | № в сезоне | Название                                      | Режиссёр             | Автор сценария            | Дата премьеры  | Произв. код | Зрители в США (млн) |
| --- | ---------- | --------------------------------------------- | -------------------- | ------------------------- | -------------- | ----------- | ------------------- |
| 14 | 1          | «The Belchies» «Клад»                         | Бухвэн и Кионджи Лим | Джон Шредер               | 11 марта 2012  | 2ASA01      | 4.04                |
| В поисках сокровищ Тина, Джин и Луиза посещают заброшенный завод ирисок прямо перед сносом. Боб и Линда вовремя успевают их спасти. |            |                                               |                      |                           |                |             |                     |
| 15 | 2          | «Bob Day Afternoon» «Полдень Боба»            | Уэсли Арчер          | Дэн Файбел и Рич Ринальди | 18 марта 2012  | 2ASA02      | 4.40                |
| Боб помогает полиции контактировать с преступником, взявшим заложников в банке напротив. Луиза пишет эссе о преступнике. |            |                                               |                      |                           |                |             |                     |
| 16 | 3          | «Synchronized Swimming» «Синхронное плавание» | Энтони Чун           | Холли Шлессингер          | 25 марта 2012  | 2ASA03      | 3.97                |
| Дети пытаются отлынить от посещений физкультуры, взяв кружок синхронного плавания, которого не существует. Линда становится их тренером. В это время, Боб ставит аппарат с мороженым в ресторан. |            |                                               |                      |                           |                |             |                     |
| 17 | 4          | «Burgerboss» «Бургербосс»                     | Дженнифер Койл       | Скот Джейкобсон           | 1 апреля 2012  | 2ASA04      | 3.66                |
| Боб арендует игровой автомат для закусочной. Джимми Песто набирает высокий балл, введя в качестве имени «Bob-sux». Боб должен побить рекорд, чтобы убрать эту фразу из памяти автомата. В результате Боб играет в автомат дни и ночи до окончания срока аренды. Найдя тот самый автомат в зале игровых автоматов он знакомится с подростком, который учит его играть. Тем временем, дети веселятся на праздниках у чужих детей. |            |                                               |                      |                           |                |             |                     |
| 18 | 5          | «Food Truckin'» «Фургон с едой»               | Бернард Дерриман     | Лиззи и Венди Молинье     | 15 апреля 2012 | 2ASA05      | 3.90                |
| Улицу, на которой стоит закусочная Боба заполоняют фургоны с едой. Дети просят Боба купить такой фургон. На фестивале фургонов Боб занимает первое место, но, как оказывается, благодаря поддельным отзывам Луизы. В результате все семейство попадает в беду. |            |                                               |                      |                           |                |             |                     |
| 19 | 6          | «Dr. Yap» «Доктор Яп»                         | Энтони Чун           | Стивен Дэннис и Кельвин Ю | 29 апреля 2012 | 2ASA07      | 3.92                |
| Отходя от наркоза, Боб путает Линду с её сестрой, Гейл, которая приехала к ним на выходные. Когда она в него влюбляется, Боб обращается за помощью к доктору Япу. |            |                                               |                      |                           |                |             |                     |
| 20 | 7          | «Moody Foodie» «Критик-нытик»                 | Бухвэн и Кионджи Лим | Стивен Дэннис и Кельвин Ю | 6 мая 2012     | 2ASA06      | 3.72                |
| Ресторан Боба получает плохой отзыв от злого кулинарного критика. Боб идёт на «пересдачу». |            |                                               |                      |                           |                |             |                     |
| 21 | 8          | «Bad Tina» «Плохая Тина»                      | Дженнифер Койл       | Холли Шлессингер          | 13 мая 2012    | 2ASA10      | 3.69                |
| Тина начинает дружить с хулиганкой, Тэмми, в попытке познакомиться с Джимми-младшим. |            |                                               |                      |                           |                |             |                     |
| 22 | 9          | «Beefsquatch» «Йетибургер»                    | Уэсли Арчер          | Нора Смит                 | 20 мая 2012    | 2ASA09      | 3.57                |
| Боб становится ведущим кулинарного шоу на местном канале. |            |                                               |                      |                           |                |             |                     |

### Третий сезон (2012—2013)
| № общий | № в сезоне | Название                                                                          | Режиссёр             | Автор сценария            | Дата премьеры    | Произв. код | Зрители в США (млн) |
| --- | ---------- | --------------------------------------------------------------------------------- | -------------------- | ------------------------- | ---------------- | ----------- | ------------------- |
| 23 | 1          | «Ear-sy Rider» «Безухий ездок»                                                    | Энтони Чун           | Дэн Файбел и Рич Ринальди | 30 сентября 2012 | 2ASA13      | 5.46                |
| Школьный хулиган забрал любимую шапку Луизы. Тем временем, Боб встречает своих старых друзей по мотороллерной команде. |            |                                                                                   |                      |                           |                  |             |                     |
| 24 | 2          | «Full Bars» «Забитый буфет»                                                       | Бухвэн и Кионджи Лим | Стивен Дэннис и Кельвин Ю | 7 октября 2012   | 2ASA17      | 4.89                |
| Дети вместо обычных собираний сладостей решили поехать на фабрику, где выпускают конфеты больших размеров. В это время, Боб и Линда идут на ежегодную вечеринку Тедди. |            |                                                                                   |                      |                           |                  |             |                     |
| 25 | 3          | «Bob Fires the Kids» «Боб увольняет детей»                                        | Бухвэн и Кионджи Лим | Лиззи и Венди Монилюкс    | 4 ноября 2012    | 2ASA12      | 3.92                |
| Боб понимает, что его дети тратят детство, работая в его и ресторане и увольняет их до конца лета. Тина, Джин и Луиза устают от навалившийся на них свободы и ищут работу, чтобы занять себя летом. Их берут на работу престарелые фермеры-хиппи, которые выращивают коноплю у себя в огороде. Тем временем, Боб нанимает бывшего вора, Микки, на работу, но скоро увольняет его. |            |                                                                                   |                      |                           |                  |             |                     |
| 26 | 4          | «Mutiny on the Windbreaker» «Мятёж на буреломе»                                   | Джон Райс            | Кит Босс                  | 11 ноября 2012   | 2ASA08      | 4.89                |
| Семью Белчеров похищает безумный капитан, который берёт на работу поваром Боба. |            |                                                                                   |                      |                           |                  |             |                     |
| 27 | 5          | «An Indecent Thanksgiving Proposal» «Неприличное предложение ко дню благодарения» | Тайри Диллэй         | Лиззи и Венди Монилюкс    | 18 ноября 2012   | 2ASA19      | 3.94                |
| Белчерам приходится притворяться семьёй Фишоедеров из-за нелепого случая во время Дня Благодарения. |            |                                                                                   |                      |                           |                  |             |                     |
| 28 | 6          | «The Deepening» «Углубление»                                                      | Бернард Дерриман     | Грег Томпсон              | 25 ноября 2012   | 2ASA11      | TBA                 |
| Мистер Фишедер покупает механическую акулу, которую использовали при съёмках фильма в парке «Wonder Warf» (с англ. — «Великолепный причал»). Тедди, работавшему над фильмом ещё в молодости, пришлось сразиться с акулой, когда она стала угрозой спокойствию в городе. |            |                                                                                   |                      |                           |                  |             |                     |
| 29 | 7          | «Tinarannosaurus Wrecks» «Крушение Тинаранносауруса»                              | Уэсли Арчер          | Джон Шредер               | 2 декабря 2012   | 2ASA14      | TBA                 |
| Тина случайно разбивает семейную машину и приходит к выводу, что её сглазили после того, как они с Бобом обманывают страхового агента и становятся страховыми мошенниками. |            |                                                                                   |                      |                           |                  |             |                     |
| 30 | 8          | «The Unbearable Like-Likeness of Gene» «Невероятная возлюбленная Джина»           | Дон Маккиннон        | Холли Шлессингер          | 9 декабря 2012   | 2ASA16      | TBA                 |
| Джин пытается порвать со своей подружкой Кортни после того, как она начинает раздражать его семейство. Но когда собирается это сделать узнаёт, что её отец сочиняет «джинглы» и может помочь Джину сделать себе карьеру. |            |                                                                                   |                      |                           |                  |             |                     |
| 31 | 9          | «God Rest Ye Merry Gentle-Mannequins» «Возрадуйтесь, манекены»                    | Энтони Чун           | Кит Босс                  | 16 декабря 2012  | 2ASA18      | TBA                 |
| Когда Боб получает в наследство ячейку для хранения, всё семейство ожидает увидеть там сокровище. Но скоро они понимают, что вместо сокровища унаследовали Чета – человека, который являлся манекеном. |            |                                                                                   |                      |                           |                  |             |                     |
| 32 | 10         | «Mother Daughter Laser Razor» «Дочки-матери и бритьё ног»                         | Дженнифер Койл       | Нора Смит                 | 6 января 2013    | 2ASA1       | 6.40                |
| Линда начинает замечать, что её взаимоотношения с Луизой не такие прочные, как с Тиной. Она записывает себя и дочку на семинар матерей и дочерей. В это время Тина просит Боба научить её брить ноги. |            |                                                                                   |                      |                           |                  |             |                     |
| 33 | 11         | «Nude Beach» «Нудистский пляж»                                                    | Уэсли Арчер          | Скотт Джейкобсон          | 13 января 2013   | 2ASA20      | 4.44                |
| Даррел и дети Белчеров организовывают бизнес по продаже шикарного вида на нудисткий пляж. Тем временем, новый инспектор по безопасности увольняет Хьюго, что очень раздражает Боба. |            |                                                                                   |                      |                           |                  |             |                     |
| 34 | 12         | «Broadcast Wagstaff School News» «Выпуск новостей в школе Вагстафф»               | Дженнифер Койл       | Грэг Томпсон              | 27 января 2013   | 2ASA21      | 4.12                |
| Тина пытается разыскать хулигана, который обижает детей средней школы. А Джин представляет будущего себя, имитируя поведение Боба. |            |                                                                                   |                      |                           |                  |             |                     |
| 35 | 13         | «My Fuzzy Valentine» «Мой мимолётный Валентин»                                    | Бухвэн и Кионджи Лим | Дэн Файбел и Рич Ринальди | 10 февраля 2013  | 3ASA01      | 3.45                |
| Приготовленный пирог в виде сердца не понравился Линде, и дети просят отца разрешить им купить ей подарок от его лица. Тем временем, Линда проводит в ресторане спид-дейтинг. |            |                                                                                   |                      |                           |                  |             |                     |
| 36 | 14         | «Lindapendent Woman» «Линдозависимая женщина»                                     | Дон Маккиннон        | Майк Беннер               | 17 февраля 2013  | 2ASA22      | 3.45                |
| Когда Линда решает уйти из ресторана работать в продуктовый магазин, Бобу приходится справляться без её помощи. |            |                                                                                   |                      |                           |                  |             |                     |
| 37 | 15         | «O.T.: The Outside Toilet» «У. Т.: Уличный туалет»                                | Энтони Чун           | Лиззи и Венди Молинье     | 3 марта 2013     | 3ASA02      | 3.67                |
| После того, как Джин находит дорогой унитаз в лесу, они с друзьями решают изо всех сил спрятать его от злого туалетного охотника. |            |                                                                                   |                      |                           |                  |             |                     |
| 38 | 16         | «Topsy» «Топси»                                                                   | Тайри Диллихей       | Лорен Бушар и Нора Смит   | 10 марта 2013    | 3ASA03      | 3.85                |
| В средней школе Вагстафф намечалась научная выставка четвероклассников и Луизе пришла идея сделать мюзикл. Джин написал к нему сценарий про казнённого электричеством в 1903 г. слона Топси. А м-р Фишодер и Гейл спели в нём дуэтом под названием «Электрическая любовь». |            |                                                                                   |                      |                           |                  |             |                     |
| 39 | 17         | «Two for Tina» «Двое для Тины»                                                    | Уэсли Арчер          | Скотт Джейкобсон          | 10 марта 2013    | 3ASA04      | 3.62                |
| Тина влюбляется в нового мальчика за спиной Джимми Младшего. |            |                                                                                   |                      |                           |                  |             |                     |
| 40 | 18         | «It Snakes a Village» «Змеиная деревня»                                           | Дженнифер Койл       | Кит Босс                  | 24 марта 2013    | 3ASA05      | 3.76                |
| Семейство Белчер приезжают во Флориду, чтобы навестить родителей Линды в доме престарелых. Какого же было удивление, когда они обнаружили, что этот дом полон свингерами. В это время ребятишки занимаются поисками питона, якобы съевшего одну из местных собачек. |            |                                                                                   |                      |                           |                  |             |                     |
| 41 | 19         | «Family Fracas» «Битва семей»                                                     | Дон Маккиннон        | Холли Шлезингер           | 14 апреля 2013   | 3ASA06      | 3.45                |
| Семья Белчер соревнуется в игровом шоу с семьёй Песто за новенький минивэн, после того, как их семейный автомобиль сломался. |            |                                                                                   |                      |                           |                  |             |                     |
| 42 | 20         | «The Kids Run the Restaurant» «Дети управляют рестораном»                         | Бухвэн и Кионджи Лим | Стивен Дэвис и Кельвин Ю  | 21 апреля 2013   | 3ASA07      | 3.74                |
| Боб случайно порезал палец, а Линда спешит отвезти его в больницу, оставив детей следить за рестораном. |            |                                                                                   |                      |                           |                  |             |                     |
| 43 | 21         | «Boyz 4 Now» «4етверо парней»                                                     | Энтони Чун           | Лиззи и Венди Молинье     | 28 апреля 2013   | 3ASA08      | 3.50                |
| Придя на концерт с Тиной, Луиза по уши влюбляется в солиста группы «4етверо парней», а Джин занимает призовое место в конкурсе сервировки. |            |                                                                                   |                      |                           |                  |             |                     |
| 44 | 22         | «Carpe Museum» «Музей их жизни»                                                   | Тайри Диллихей       | Джон Шредер               | 5 мая 2013       | 3ASA09      | 3.96                |
| Боб выступает в качестве сопровождающего во время посещения музея и не упускает из виду Луизу. Джин с друзьями интересуются выставкой по женской анатомии, Тина спрашивает настолько она занудна, а Линда поддерживает работников музея, участвуя в забастовке. |            |                                                                                   |                      |                           |                  |             |                     |
| 45 | 23         | «The Unnatural» «Противоестественное»                                             | Уэсли Арчер          | Грег Томпсон              | 12 мая 2013      | 3ASA10      | 3.38                |
| Джин записывается в бейсбольную команду, и Линда хочет отправить его в бейсбольный лагерь, но Боб не уверен, по карману ли им это. Тем временем Тина попадает в зависимость от эспрессо. |            |                                                                                   |                      |                           |                  |             |                     |

### Четвёртый сезон (2013—2014)
| № общий | № в сезоне | Название | Режиссёр                          | Автор сценария            | Дата премьеры    | Произв. код | Зрители в США (млн) |
| --- | ---------- | --- | --------------------------------- | ------------------------- | ---------------- | ----------- | ------------------- |
| 46 | 1          | «A River Runs Through Bob» «Боб катится по реке» | Дженнифер Койл                    | Дэн Файбел и Рич Ринальди | 29 сентября 2013 | 3ASA11      | 4.48                |
| Во время пикника Боб съел недожаренную рыбу, несмотря на отговорки, после чего ему стало плохо. Линда пытается найти ему туалет, но всё заканчивается тем, что он скатывается вниз по реке. |            | |                                   |                           |                  |             |                     |
| 47 | 2          | «Fort Night» «Ночь в крепости» | Бухвэн и Кионджи Лим              | Майк Олсен                | 6 октября 2013   | 3ASA13      | 4.21                |
| В честь Хэллоуина дети строят крепость из холодильных коробок, но неожиданно попадают в ловушку. |            | |                                   |                           |                  |             |                     |
| 48 | 3          | «Seaplane!» «Гидроплан!» | Дженнифер Койл                    | Дэн Файбел и Рич Ринальди | 3 ноября 2013    | 3ASA14      | 3.75                |
| Линда берёт уроки пилотирования инструктора-развратника по прозвищу «юбочник Курт» после того, как Боб не идёт с ней на романтическое свидание. |            | |                                   |                           |                  |             |                     |
| 49 | 4          | «My Big Fat Greek Bob» «Мой большой греческий Боб» | Дон Маккиннон                     | Скотт Джейкобсон          | 10 ноября 2013   | 3ASA12      | 3.17                |
| Боб временно заменяет повара в доме братства и участвует в розыгрыше, возглавляемом доктором Яп. В это же время дети Белчеров пытаются проникнуть в «комнату секретов» братства. |            | |                                   |                           |                  |             |                     |
| 50 | 5          | «Turkey in a Can» «Индейка в нужнике» | Бухвэн и Кионджи Лим              | Лиззи и Венди Молинье     | 24 ноября 2013   | 3ASA16      | 4.08                |
| Боб приглашает Морта, Тедди и Гейл на день благодарения. После того, как Боб отказывается выполнять причудливые просьбы домочадцев, кто-то портит индейку и кладёт её в туалет. |            | |                                   |                           |                  |             |                     |
| 51 | 6          | «Purple Rain-Union» «Пурпурное воссоединение» | Тайри Диллихей                    | Лорен Бушар и Нора Смит   | 1 декабря 2013   | 3ASA15      | 3.39                |
| Линда пытается воссоединить группу, чтобы спеть на встрече школьных выпускников. |            | |                                   |                           |                  |             |                     |
| 52 | 7          | «Bob and Deliver» «Боб сделает» | Дон Маккиннон                     | Грег Томпсон              | 8 декабря 2013   | 3ASA18      | 4.60                |
| Боб выступает в роли замещающего учителя в школе, и пытается научить кулинарии детей на уроках труда. |            | |                                   |                           |                  |             |                     |
| 53 | 8          | «Christmas in the Car» «Рождество в машине» | Бернард Дерриман и Дженнифер Койл | Стивен Дэвис и Кельвин Ю  | 15 декабря 2013  | 3ASA17      | 5.57                |
| Боб сильно расстраивается, когда Линда слишком рано покупает Рождественскую ёлку и она сохнет раньше времени. Белчеры решают раздобыть новую ель. Но во время поиска замечают, что их преследует человек на грузовике в виде карамельной трости.                                                                                     |            | |                                   |                           |                  |             |                     |
| 54 | 9          | «Slumber Party» «Девичья вечеринка» | Дженнифер Койл                    | Скотт Джейкобсон          | 5 января 2014    | 3ASA21      | 6.35                |
| Линда хочет сделать сюрприз вялой Луизе, пригласив её одноклассников на «пижамную вечеринку». |            | |                                   |                           |                  |             |                     |
| 55 | 10         | «Presto Tina-o» «Ловкая Тина» | Крис Сонг                         | Кит Босс                  | 12 января 2014   | 3ASA20      | 4.20                |
| В надежде завоевать любовь Джимми Младшего, Тина участвует в соревнование юных магов. |            | |                                   |                           |                  |             |                     |
| 56 | 11         | «Easy Com-mercial, Easy Go-mercial» «Лёгкая реклама, лёгкая коммерция»                                                                                                | Тайри Диллихей                    | Джон Шредер               | 26 января 2014   | 3ASA19      | 3.24                |
| Белчеры делают рекламу Суперкубка на местном канале в расчёте на то, что это увеличит посещаемость их ресторана. |            | |                                   |                           |                  |             |                     |
| 57 | 12         | «The Frond Files» «Документы Фронда» | Дженнифер Койл                    | Лиззи и Венди Молинье     | 9 марта 2014     | 4ASA04      | 2.21                |
| Детям Белчеров нужно написать сочинение о том, почему они любят учиться в средней школе Вагстафф. Каждое их сочинение было о том, как ребятишки «опускают» мистера Фронда различными способами. |            | |                                   |                           |                  |             |                     |
| 58 | 13         | «Mazel-Tina» «Мазаль Тина» | Брайан Лоскьяво                   | Холли Шлезингер           | 16 марта 2014    | 4ASA03      | 2.44                |
| Тину не приглашают на празднование «Бар-мицва» Томми. Но ей приходится прийти, после того, как ресторан «Бургеры Боба» снимают для проведения этого торжества. Когда Томми и Луиза исчезают, Тина оказывается в центре внимания. |            | |                                   |                           |                  |             |                     |
| 59 | 14         | «Uncle Teddy» «Дядюшка Тедди» | Дон Маккиннон                     | Дэн Файбел и Рич Ринальди | 23 марта 2013    | 3ASA22      | 2.45                |
| Боб и Линда оставляют Тедди нянчиться с детьми, когда сбегают на романтический отдых. Тедди пытается завоевать имя «Дядюшки Тедди», но Тина убегает из дома с парнем, думая что нравится ему, но на самом деле тот просто решил развести её на бесплатные гамбургеры.                                                                |            | |                                   |                           |                  |             |                     |
| 60 | 15         | «The Kids Rob a Train» «Дети захватывают поезд» | Бухвэн и Кионджи Лим              | Стивен Дэвис и Кельвин Ю  | 30 марта 2013    | 4ASA01      | 2.26                |
| Тина, Луиза, Джин и Руди захватывают винный поезд с присутствующими на нём родителями, после того как их одних оставили в машине Боба и Линды. Тем временем Боб и Линда принимают участие в конкурсе под названием «винный батл», против высокомерной пары.                                                                          |            | |                                   |                           |                  |             |                     |
| 61 | 16         | «I Get Psy-chic Out of You» «Я извлекаю из Вас экстрасенса» | Крис Сонг                         | Джон Шредер               | 6 апреля 2014    | 4ASA02      | 2.27                |
| Линда получает сильный удар по голове, после которого считает, что приобрела экстрасенсорные способности. Луиза и дети решают использовать данную возможность и просят Тедди помочь им выиграть денег на ипподроме. |            | |                                   |                           |                  |             |                     |
| 62 | 17         | «The Equestranauts» «Скакунавты» | Тайри Диллихей                    | Дэн Минц                  | 13 апреля 2014   | 4ASA05      | 1.83                |
| Тина посещает свой первый Эквестр-Кон, основанный на её любимом шоу о пони — «Эквестрианцы». Там он узнаёт, что основная масса поклонников шоу — мужчины средних лет, один из которых обманом заполучил у Тины очень редкого игрушечного пони, Боб делает всё, чтобы вступить в тайное общество и вернуть дочери её игрушку.         |            | |                                   |                           |                  |             |                     |
| 63 | 18         | «Ambergris» «Амбра» | Дон Маккиннон                     | Скотт Джейкобсон          | 20 апреля 2014   | 4ASA06      | 1.52                |
| Ребята находят на пляже большой кусок Амбры - ценный, но незаконный, побочный продукт образующееся в пищеварительном тракте кашалотов, использующиеся в дорогих духах. Луиза решает обмануть Джина и Тину и продать амбру на чёрном рынке. Тем временем Боб и Линда имеют дело со своим неуравновешенным арендодателем.              |            | |                                   |                           |                  |             |                     |
| 64 | 19         | «The Kids Run Away» «Дети убегают» | Бухвэн и Кионджи Лим              | Рич Ринальди              | 27 апреля 2014   | 4ASA07      | 2.26                |
| Когда Лиза отправляется на приём к стоматологу и узнаёт, что у неё кариес, она решает убежать от дантиста в дом Гейл, где намеревается получить убежище. |            | |                                   |                           |                  |             |                     |
| 65 | 20         | «Gene It On» «Добейся успеха, как Джин» | Крис Сонг                         | Грег Томпсон              | 4 мая 2014       | 4ASA08      | 2.23                |
| Джина из-за его способности к воодушевлению и ликованию принимают в ряды черлидеров. Тем временем , Тина тоже пытается попасть в группу поддержки и готовясь к кастингу, она падает и прикусывает себе язык, тем самым лишая себя возможности говорить, но на помощь приходит несносная Луиза, которая решает стать её переводчиком. |            | |                                   |                           |                  |             |                     |
| 66 | 21         | «Wharf Horse (or How Bob Saves/Destroys the Town – Part I)» «Пляжный конь (или Как Боб спасает/разрушает город – Часть I)»                                            | Брайан Лоскьяво                   | Нора Смит                 | 11 мая 2014      | 4ASA09      | 1.97                |
| Воодушевлённый обещанием об открытии новой пляжной закусочной, Боб вступает в сговор с Феликсом для того, чтобы уговорить мистера Фишодера продать «Чудесную Гавань». В это время Тина протестует против сноса прибрежной карусели, привязывая себя к ней.                                                                           |            | |                                   |                           |                  |             |                     |
| 67 | 22         | «World Wharf II: The Wharfening (or How Bob Saves/Destroys the Town – Part II)» «Вторая мировая гавань: Гаванизация (или Как Боб спасает/разрушает город – Часть II)» | Дженнифер Койл                    | Лиззи и Венди Молинье     | 18 мая 2014      | 4ASA10      | 1.95                |
| Линда и дети спасают Боба и мистера Фишодера, после того, как Феликс предпринимает отчаянные меры и подвергает их опасности. |            | |                                   |                           |                  |             |                     |

### Пятый сезон (2014—2015)
| № общий | № в сезоне | Название                                                                             | Режиссёр                          | Автор сценария           | Дата премьеры   | Произв. код | Зрители в США (млн) |
| --- | ---------- | ------------------------------------------------------------------------------------ | --------------------------------- | ------------------------ | --------------- | ----------- | ------------------- |
| 68 | 1          | «Work Hard or Die Trying, Girl» «Упорно работай или умри пытаясь, девочка»           | Дженнифер Койл                    | Нора Смит                | 5 октября 2014  | 4ASA14      | 3.14                |
| Когда мюзикл Джина не был выбран для показа на осеннем школьном спектакле, он решает организовать его подпольный показ с помощью Луизы. Но семьи средней школы «Вагстафф» начинают враждовать, когда узнают, что Юджин запланировал своё шоу на ту же самую ночь, когда будет показан мюзикл Кортни.                    |            |                                                                                      |                                   |                          |                 |             |                     |
| 69 | 2          | «Tina and the Real Ghost» «Тина и реальный призрак»                                  | Бухвэн и Кионджи Лим              | Стивен Дэвис и Кельвин Ю | 2 ноября 2014   | 4ASA13      | 2.89                |
| В подвале закусочной Боба появляется призрак, в которого влюбляется Тина. |            |                                                                                      |                                   |                          |                 |             |                     |
| 70 | 3          | «Friends with Burger-fits» «Друзья с бургер-судорогами»                              | Тайри Диллихей                    | Дэн Файбел               | 16 ноября 2014  | 4ASA11      | 3.35                |
| Боб становится приятелем Тедди по тренировкам, в то время, как Линда и дети открывают подпольный бойцовский клуб. |            |                                                                                      |                                   |                          |                 |             |                     |
| 71 | 4          | «Dawn of the Peck» «Индейкины парни»                                                 | Тайри Диллихей                    | Лиззи и Венди Молинье    | 23 ноября 2014  | 4ASA16      | 1.90                |
| Белчеры вступают в неравную схватку против запаса свирепых птиц. |            |                                                                                      |                                   |                          |                 |             |                     |
| 72 | 5          | «Best Burger» «Лучший Бургер»                                                        | Дон Маккиннон                     | Майк Беннер              | 30 ноября 2014  | 4ASA12      | 2.23                |
| Боб принимает участие в соревновании на лучший гамбургер, но обнаруживает, что его главный секретный компонент отсутствует! Чтобы выручить отца, дети бросают все силы на миссию по поиску чёрного чеснока. |            |                                                                                      |                                   |                          |                 |             |                     |
| 73 | 6          | «Father of the Bob» «Отец Боба»                                                      | Крис Сонг                         | Стивен Дэвис и Кельвин Ю | 7 декабря 2014  | 4ASA18      | 3.18                |
| Боб и его отец, «Большой Боб», пытаются превзойти друг друга на кухне, после того, как во время Рождественской вечеринки Боба, они вспоминают старый спор. Тем временем дети конкурируют в поиске лучшего подарка для папы.                                                                                             |            |                                                                                      |                                   |                          |                 |             |                     |
| 74 | 7          | «Tina Tailor Soldier Spy» «Шпионка, выйди вон!»                                      | Дон Маккиннон                     | Холли Шлезингер          | 14 декабря 2014 | 4ASA15      | 2.54                |
| Тина начинает шпионскую миссию по вычислению крысы в своём отряде «Гром девчонки», которая сливает секретную информацию о печенье. Тем временем Линда становится блондинкой. |            |                                                                                      |                                   |                          |                 |             |                     |
| 75 | 8          | «Midday Run» «Успеть до полудня»                                                     | Ян Гамильтон                      | Скотт Джейкобсон         | 4 января 2015   | 4ASA17      | 3.95                |
| Когда Тина становится дежурной по школе, она полна решимости сделать всё зависящее от неё, чтобы сохранить спокойствие и порядок в школьном холле. Тем временем в закусочной, Линда становится вычурной и начинает украшать стены художественными произведениями, нарисованными… на салфетках.                          |            |                                                                                      |                                   |                          |                 |             |                     |
| 76 | 9          | «Speakeasy Rider» «Разговорный ездок»                                                | Дженнифер Койл                    | Рич Ринальди             | 11 января 2015  | 4ASA20      | 3.34                |
| Тина, Джин и Луиза присоединяются к лиге картинга, и ради победы не боятся вдавить педаль газа в пол. Тем временем Боб начинает сотрудничать с Тедди, который поставляет для него своё домашнее пиво, для дальнейшей реализации из под прилавка.                                                                        |            |                                                                                      |                                   |                          |                 |             |                     |
| 77 | 10         | «Late Afternoon in the Garden of Bob and Louise» «Поздний вечер в саду Боба и Луизы» | Бухвэн и Кионджи Лим              | Джон Шредер              | 25 января 2015  | 4ASA19      | 2.49                |
| Боб соглашается дать Логану работу в своём ресторане, в обмен на небольшой участок в местном садовом сообществе. |            |                                                                                      |                                   |                          |                 |             |                     |
| 78 | 11         | «Can't Buy Me Math» «Математику не купишь»                                           | Тайри Диллихей                    | Дэн Файбел               | 8 февраля 2015  | 4ASA22      | 1.94                |
| Тина объединяется с Дэррилом, чтобы выиграть школьный танцевальный конкурс «Пара Купидона». Тем временем Линда спланировала целую романтическую неделю для себя и Боба, в честь «Дня святого Валентина». |            |                                                                                      |                                   |                          |                 |             |                     |
| 79 | 12         | «The Millie-churian Candidate» «Милли-чжурcкий кандидат»                             | Дон Маккиннон                     | Грег Томпсон             | 15 февраля 2015 | 4ASA21      | 2.01                |
| Тина и Луиза выступают от класса добровольцами по управлению президентской компании Джимми младшего, чтобы препятствовать победе Милли и не дать ей разрушить школу. Тем временем Боб становится одержим новым ножом, который он приобретает за 300$.                                                                   |            |                                                                                      |                                   |                          |                 |             |                     |
| 80 | 13         | «The Gayle Tales» «Рассказы Гейл»                                                    | Ян Гамильтон                      | Лиззи и Венди Молинье    | 1 марта 2015    | 5ASA01      | 3.03                |
| Гейл приезжает в закусочную вся в слезах, так как свидание, на которое она собиралась, было отменено, да и к тому же пропадают билете в театр. Отчаявшись выйти из дома, дети решают скрасить её вечер, устроив конкурс по эссе.                                                                                        |            |                                                                                      |                                   |                          |                 |             |                     |
| 81 | 14         | «Li'l Hard Dad» «Папа-геликоптёр»                                                    | Крис Сонг                         | Нора Смит                | 8 марта 2015    | 5ASA02      | 2.56                |
| Боб покупает вы интернете вертолёт, но когда тот разваливается при первом приземлении, Боб вступает в схватку с производителем, чтобы получить компенсацию. Джин помогает Бобу в поисках человека продавшего вертолёт Бобу, но когда отказывается вернуть деньги, всё заканчивается в сумасшедшем вертолётном сражении. |            |                                                                                      |                                   |                          |                 |             |                     |
| 82 | 15         | «Adventures in Chinchilla-sitting» «Приключения приходящей няни для шиншил»          | Сесилия Аранович                  | Майк Беннер              | 15 марта 2015   | 5ASA03      | 2.24                |
| Боб и Линда выбираются в город для свидания, но Линда переживает, что романтические идеи Боба, окажутся «тривиальными». Тем временем Луиза вместе с ребятами пытается поймать убежавшую на улицу шиншиллу, которую она принесла со школы, после урока – «принеси домашнее животное».                                    |            |                                                                                      |                                   |                          |                 |             |                     |
| 83 | 16         | «The Runway Club» «Клуб «Беглец»»                                                    | Дженнифер Койл                    | Стивен Дэвис и Кельвин Ю | 22 марта 2015   | 5ASA04      | 2.21                |
| Детям предстоит выполнять всё, что от них потребуется весь субботний день, чтобы посетить фестиваль сахарной ваты. Тем временем Боб и Линда предполагают, что их обманывает молодая девушка, в их же собственной закусочной.                                                                                            |            |                                                                                      |                                   |                          |                 |             |                     |
| 84 | 17         | «The Itty Bitty Ditty Committee» «Крохотный песенный коллектив»                      | Бернард Дерриман                  | Холли Шлезингер          | 26 апреля 2015  | 5ASA05      | 2.04                |
| Джин создаёт группу с Тиной, Луизой, Руди, Питером и Дэрилом, но вскоре его из неё выгоняют. После объявления, что он никогда больше не будет играть свой «Casio», Тина и Луиза объединяют усилия, чтобы помочь Джину возродить любовь к музыке. Тем временем Линда борется с ужасной сыпью на подмышках.               |            |                                                                                      |                                   |                          |                 |             |                     |
| 85 | 18         | «Eat, Spray, Linda» «Ешь, распыляй, Линда»                                           | Тайри Диллихей                    | Джон Шредер              | 3 мая 2015      | 5ASA06      | 2.24                |
| Наступает день рождения Линды и Бобу требуется немало времени, чтобы подготовить праздничный сюрприз для своей жены. Но, когда он в качестве отвлекательного манёвра выпроваживает её из дома, она пропадает без вести! И, чтобы отыскать Линду, Белчерам необходимо действовать сообща.                                |            |                                                                                      |                                   |                          |                 |             |                     |
| 86 | 19         | «Housetrap» «Дом-ловушка»                                                            | Дженнифер Койл и Бернард Дерриман | Дэн Файбел               | 10 мая 2015     | 5ASA07      | 2.47                |
| В лучших традициях Белчеров, они попадают под ужасный шторм, отдыхая в пляжном домике. Но шторм — это наименьшая их проблема, всё самое страшное начинается, когда семья вынуждена просить убежища у владельца таинственного дома.                                                                                      |            |                                                                                      |                                   |                          |                 |             |                     |
| 87 | 20         | «Hawk & Chick» «Хоук и птенец»                                                       | Тайри Диллихей                    | Рич Ринальди             | 17 мая 2015     | 5ASA09      | 1.95                |
| Боб и Луиза очень взволнованы, когда они встречают Хоука, звезду их любимого сериала о боевых искусствах, и спешат предложить свою помощь, когда узнают о его семейных проблемах. |            |                                                                                      |                                   |                          |                 |             |                     |
| 88 | 21         | «The Oeder Games» «Эдерские игры»                                                    | Дон Маккиннон                     | Скотт Джейкобсон         | 17 мая 2015     | 5ASA08      | 2.44                |
| С угрозой увеличения арендной платы на Оушен-Авеню, Боб и другие арендаторы начинают бунтовать! После прибытия мистера Фишидера, арендаторы узнают, что они должны будут соревноваться, чтобы убедить его сохранить арендные платы разумными.                                                                           |            |                                                                                      |                                   |                          |                 |             |                     |

### Шестой сезон (2015—2016)
| № общий | № в сезоне | Название                                                                         | Режиссёр                     | Автор сценария                         | Дата премьеры    | Произв. код | Зрители в США (млн) |
| --- | ---------- | -------------------------------------------------------------------------------- | ---------------------------- | -------------------------------------- | ---------------- | ----------- | ------------------- |
| 89 | 1          | «Sliding Bobs» «Осторожно, Боб лысеет»                                           | Дон Маккиннон                | Грег Томпсон                           | 27 сентября 2015 | 5ASA10      | 2.51                |
| Боб замечает, что он начал терять свои волосы из усов. На волне ностальгии, Линда вспоминает как Боб заставил её влюбиться в себя с помощью своих усов. Тем временем дети рассказывают свои версии истории о том, как познакомились их родители если бы Боб не имел усов. |            |                                                                                  |                              |                                        |                  |             |                     |
| 90 | 2          | «The Land Ship» «Сухопутный корабль»                                             | Дженнифер Койл               | Холли Шлезингер и Гарри Джон Бенджамин | 11 октября 2015  | 5ASA11      | 2.19                |
| Предстоящий парад сухопутного корабля мог означать для Боба большие доходы, пока он не узнаёт, что на время парада перед его рестораном собираются установить пять туалетных кабинки. Тем временем Тина узнаёт от своих друзей, что она очень скучная, таким образом она решает подружиться с Джорданом, рисующего граффити на стенах.                                           |            |                                                                                  |                              |                                        |                  |             |                     |
| 91 | 3          | «The Hauntening» «Преследующий»                                                  | Дженнифер Койл               | Стивен Дэвис и Кельвин Ю               | 18 октября 2015  | 5ASA13      | 2.09                |
| Белчеры готовы к удивительному Хэллоуину! Но обнаруживается, что Луиза не разу в жизни не испытывала страха и семья решает исправить данную ситуацию отправившись в жуткий дом с привидениями, посещение которого отличится от того, к чему они готовились… |            |                                                                                  |                              |                                        |                  |             |                     |
| 92 | 4          | «Gayle Makin' Bob Sled» «Гейл занимается Боб-слеем»                              | Тайри Диллихей               | Лиззи и Венди Молинье                  | 8 ноября 2015    | 5ASA17      | 3.13                |
| Гейл получает травму и Линда отправляет Боба за ней, чтобы та не упустила встретить День Благодарения в кругу семьи. Но неожиданная метель не даёт им вернуть домой и срывает все плану Боба по поводу приготовления индейки. Боб вынужден доверить готовку индейки Линде и проводить время вместе с свояченицей.                                                                |            |                                                                                  |                              |                                        |                  |             |                     |
| 93 | 5          | «Nice-Capades» «Хорошее ледовое шоу»                                             | Крис Сонг                    | Дэн Файбел                             | 15 ноября 2015   | 5ASA18      | 2.27                |
| Когда сварливый Санта из торгового центра угрожает детям страшным списком непослушных, Джин, Тина и Луиза решают поставить захватывающее музыкальное представление, чтобы заработать себе место в хорошем списке. |            |                                                                                  |                              |                                        |                  |             |                     |
| 94 | 6          | «The Cook, the Steve, the Gayle, & Her Lover» «Повар, Стив, Гейл, и её любовник» | Тайри Диллихей               | Нора Смит                              | 17 января 2016   | 5ASA12      | 2.26                |
| Когда Боб устраивает званый обед, чтобы сблизиться со своим новым другом, Гейл решает воспользоваться ситуацией и познакомить семейство Белчеров со своим новым молодым человеком. Выясняется, что у бойфренда Гейл и Луизы давняя вражда и её племянница не остановится ни перед чем, чтобы разрушить их отношения.                                                             |            |                                                                                  |                              |                                        |                  |             |                     |
| 95 | 7          | «The Gene and Courtney Show» «Шоу Джина и Кортни»                                | Крис Сонг                    | Рич Ринальди                           | 14 февраля 2016  | 6ASA01      | 2.05                |
| У Джина и Корти происходит большой прорыв в их творческой карьере, когда им предлагают стать ведущими утренних анонсов и между ними возникают романтические чувства. Между тем попытка Тины играть Купидона идёт не своим чередом, когда она добровольно предлагает возглавлять мероприятие по сбору денег «Дня святого Валентина».                                              |            |                                                                                  |                              |                                        |                  |             |                     |
| 96 | 8          | «Sexy Dance Healing» «Исцеление сексуальным танцем»                              | Крис Сонг и Бернард Дерриман | Рич Ринальди                           | 21 февраля 2016  | 5ASA15      | 2.29                |
| После того, как Боб поскальзывается на тротуаре, он вынужден обратиться в суд, чтобы заплатить за лечение. В ходе череды событий, Боб попадает под опеку Хайро, который обещает помочь ему вылечиться без врачебного вмешательства. Тем временем дети создают юридическую фирму, чтобы урегулировать свои личные проблемы.                                                       |            |                                                                                  |                              |                                        |                  |             |                     |
| 97 | 9          | «Sacred Couch» «Священный диван»                                                 | Брайан Лоскьяво              | Скотт Джейкобсон                       | 6 марта 2016     | 5ASA16      | 2.64                |
| Во время телевизионной ночи, Белчеры организовывают семейное голосование по поводу покупки нового дивана, но былые воспоминания связанные с их старым диваном, мешают им прийти к общему решению. |            |                                                                                  |                              |                                        |                  |             |                     |
| 98 | 10         | «Lice Things Are Lice» «Вшивые вещи — вшивы»                                     | Брайан Лоскьяво              | Грег Томпсон                           | 13 марта 2016    | 5ASA19      | 2.28                |
| Когда Тина вместе с Лизой записываются в волонтёры, они оказываются в эпицентре скандала, заразив Вагстафа вшами. Тем временем, Боб вносит некоторые улучшения в ресторан, что в конечном итоге только отпугнуло клиентов. |            |                                                                                  |                              |                                        |                  |             |                     |
| 99 | 11         | «House of 1000 Bounces» «Дом 1000 прыжков»                                       | Тайри Диллихей               | Майк Беннер                            | 3 апреля 2016    | 5ASA20      | 2.05                |
| На дне рождения Руди происходит конфуз, но дети Белчеров придумывают способ исправить ситуацию. Тем временем, в ресторан к Бобу является неожиданный гость и тому приходится встретиться со своими давними страхами. |            |                                                                                  |                              |                                        |                  |             |                     |
| 100 | 12         | «Stand by Gene» «Останься с Джином»                                              | Тайри Диллихей               | Джон Шредер                            | 3 апреля 2016    | 5ASA14      | 1.99                |
| Когда Джин подслушивает разговор про мистическое существо, которое живёт неподалёку, он подбивает своих сестёр и их друзей отправиться в экспедицию, чтобы найти его. Тем временем во время простоя ресторана, конкурентная природа Линды берёт над ней вверх. |            |                                                                                  |                              |                                        |                  |             |                     |
| 101 | 13         | «Wag the Hog» «Хвост виляет свиньёй»                                             | Брайан Лоскьяво              | Холли Шлезингер                        | 10 апреля 2016   | 5ASA22      | 2.35                |
| Когда давний друг Боба, Криттер, оказывается в тюрьме за неоплаченные штрафы за нарушение правил парковки, Белчеры решают сделать всё, что они могут, чтобы помочь ему. Тем временем Линда нанимается в качестве няни, но вскоре понимает, что от неё требуется намного больше работы, чем она ожидала.                                                                          |            |                                                                                  |                              |                                        |                  |             |                     |
| 102 | 14         | «The Hormone-iums» «Гормон-иумс»                                                 | Крис Сонг                    | Лиззи и Венди Молинье                  | 17 апреля 2016   | 6ASA04      | 2.18                |
| Когда Дотти Минерва слегла с мононуклеозом, Тина получает возможность выступить в качестве солиста в группе — «Гормон-иумс». Но чем больше она репетирует для шоу, тем больше склоняется к выводу, что роль в постановке может уничтожить её личную жизнь. Тем временем, Линде приходит в голову гениальный бизнес план, который, по её мнению должен сделать Белчеров богатыми. |            |                                                                                  |                              |                                        |                  |             |                     |
| 103 | 15         | «Pro Tiki/Con Tiki» «За Тики/Против Тики»                                        | Брайан Лоскьяво              | Джон Шредер                            | 24 апрреля 2016  | 6ASA03      | 2.35                |
| Когда друг Боба, Уоррен, приезжает в город, он делает предложение, по вложению финансов в ресторан. Боб очень рад, что наконец-то сможет сделать долгожданную перестройку закусочной, Но сталкивается с неоднозначным взглядом Уоррена на новый дизайн помещения. Вместе с тем визит Уоррена означает, что один из детей должен освободить свою комнату.                         |            |                                                                                  |                              |                                        |                  |             |                     |
| 104 | 16         | «Bye Bye Boo Boo» «Пока, Бо-Бо»                                                  | Тайри Диллихей               | Скотт Джейкобсон                       | 8 мая 2016       | 6ASA05      | 2.31                |
| Когда Луиза узнаёт, что из-за Бо-Бо распадается группа «4етверо парней», то организовывает группу его поддержки, чтобы у Тины появилась возможность с ним встретиться. Тем временем Боб и Линда узнают интересную часть истории ресторана, которая приводит к напряжённым отношениям между Бобом и Джимми Песто.                                                                 |            |                                                                                  |                              |                                        |                  |             |                     |
| 105 | 17         | «The Horse Rider-er» «Наездник на лошадях»                                       | Тайри Диллихей               | Нора Смит                              | 15 мая 2016      | 6ASA02      | 2.27                |
| После того, как окончательно убедив Боба и Линду отправить её в конный лагерь, Тина понимает, что она должна расстаться с Джерико, своей воображаемой лошади. Тем временем Линда решает превратить ресторан в подобие летнего лагеря, чтобы как-то компенсировать Джину и Луизе то, что их сестра поехала в лагерь, а они нет.                                                   |            |                                                                                  |                              |                                        |                  |             |                     |
| 106 | 18         | «Secret Admiral-irer» «Секретный адмирал»                                        | Брайан Лоскьяво              | Холли Шлезингер и Гарри Джон Бенджамин | 22 мая 2016      | 6ASA06      | 2.23                |
| Романтические и любовные идеи Тины подвергаются испытанию, когда она записывается добровольцем в дом престарелых, чтобы получить следующий значок отряда. Тем временем Боб заводит себе новых друзей, которые подталкивают его осуществить сомнительный выбор. |            |                                                                                  |                              |                                        |                  |             |                     |
| 107 | 19         | «Glued, Where's My Bob?» «Приклеенный, где мой Боб?»                             | Бернард Дерриман             | Стивен Дэвис и Кельвин Ю               | 22 мая 2016      | 5ASA21      | 2.04                |
| Детские розыгрыши над Бобом заходят очень далеко, дети приклеивают его к унитазу, и это в то время, когда ему предстоит выступить перед журналистом, который собирается написать о нём и его ресторанчике. |            |                                                                                  |                              |                                        |                  |             |                     |

### Седьмой сезон (2016—2017)
| № общий | № в сезоне | Название                                                                            | Режиссёр         | Автор сценария           | Дата премьеры    | Произв. код | Зрители в США (млн) |
| --- | ---------- | ----------------------------------------------------------------------------------- | ---------------- | ------------------------ | ---------------- | ----------- | ------------------- |
| 108 | 1          | «Flu-ouise» «Грипп-Уиза»                                                            | Тайри Диллихей   | Нора Смит                | 25 сентября 2016 | 6ASA11      | 2.60                |
| Луиза подхватывает грипп и вскоре доходит до состояния лихорадки, но после того, как семья случайно расплавляет её любимый ночник «Кучи Копи» в духовке, она приходит в ярость и клянётся, что она никогда не простит их. Позже она начинает бредить во сне, ей снится сон в стиле «Волшебник страны Оз» с участием обезображенного «Кучи Копи» и её игрушек.               |            |                                                                                     |                  |                          |                  |             |                     |
| 109 | 2          | «Sea Me Now» «Я сейчас на море»                                                     | Крис Сонг        | Дэн Файбел               | 9 октября 2016   | 6ASA07      | 2.79                |
| Тедди организует однодневную поездку на своей недавно отремонтированной лодке в попытке произвести впечатление на свою бывшую жену, Дениз. Тем временем Тина пытается показать, что она является достаточно ответственной для сотового телефона, заботясь о дорогих ластиках Боба из ресторана.                                                                             |            |                                                                                     |                  |                          |                  |             |                     |
| 110 | 3          | «Teen-a Witch» «Тина — ведьма-подросток»                                            | Крис Сонг        | Холли Шлезингер          | 23 октября 2016  | 6ASA13      | 3.01                |
| Тина вынуждена обратиться за помощью к мистеру Амброузу после того, как Тэмми украла её идею для ежегодного конкурса костюма на Хэллоуин. |            |                                                                                     |                  |                          |                  |             |                     |
| 111 | 4          | «They Serve Horses, Don't They?» «Загнанных лошадей подают, не правда ли?»          | Тайри Диллихей   | Стиве Дэвис и Кельвин Ю  | 6 ноября 2016    | 6ASA08      | 2.42                |
| После того, как по наводке Джимми Песто, Боб начинает сотрудничать с новым поставщиком мяса, который гарантирует поставку продукции по ну очень выгодной цене. Белчеры быстро понимают, что ситуация слишком хороша, чтобы быть правдой, и оказываются вовлечёнными в полномасштабное расследование, во главе с Хьюго и Роном.                                              |            |                                                                                     |                  |                          |                  |             |                     |
| 112 | 5          | «Large Brother, Where Fart Thou?» «Старший брат, где тебя носит?»                   | Крис Сонг        | Лиззи и Венди Молинье    | 20 ноября 2016   | 6ASA10      | 2.35                |
| Когда у Тины неприятности и её оставляют в школе после занятий, у Боба и Линды нет подходящего человека, которого можно оставить приглядывать за Луизой и Джином, и они решают оставить их дома одних. Понятное дело, что младшие члены семьи оказавшись без присмотра, вскоре влипают в щекотливую ситуацию.                                                               |            |                                                                                     |                  |                          |                  |             |                     |
| 113 | 6          | «The Quirk-ducers» «Причудюсеры»                                                    | Маурисио Пардо   | Стивен Дэвис и Кельвин Ю | 20 ноября 2016   | 6ASA16      | 2.46                |
| Из-за ежегодной постановки пьесы мистера Фронда, дети могут потерять половину своего выходного перед Днём благодарения, и чтобы не допустить этого, они решают саботировать данное мероприятие. Но позже, по инициативе Луизы, дети оказываются втянуты в постановку собственной пьесы. Тем временем Линда находит картофель с поразительным сходством с её покойным дедом. |            |                                                                                     |                  |                          |                  |             |                     |
| 114 | 7          | «The Last Gingerbread House on the Left» «Последний пряничный домик слева»          | Крис Сонг        | Нора Смит                | 27 ноября 2016   | 6ASA18      | 2.44                |
| Боб оказывается втянутым в состязание мистера Фишодера по строительству пряничных домиков. |            |                                                                                     |                  |                          |                  |             |                     |
| 115 | 8          | «Ex Mach Tina» «Из машТины»                                                         | Брайан Лоскьяво  | Грег Томпсон             | 8 января 2017    | 6ASA09      | 3.58                |
| Тина ломает лодыжку и не может передвигаться, но продолжает посещать занятия в школе, используя для этого робота-телеприсутствия. Используя робота, Тина смогла не только присутствовать на уроках, но и вывести отношения с Джимми младшим на новый уровень. |            |                                                                                     |                  |                          |                  |             |                     |
| 116 | 9          | «Bob Actually» «Реальный Боб»                                                       | Крис Сонг        | Стивен Дэвис и Кельвин Ю | 12 февраля 2017  | 6ASA22      | 1.67                |
| День Святого Валентина очень близко и Тина, Джин и Луиза оказываются вовлечёнными в любовный хаос. Тем временем Боб решается на романтический шаг, чтобы произвести впечатление на Линду. |            |                                                                                     |                  |                          |                  |             |                     |
| 117 | 10         | «There's No Business Like Mr. Business Business» «Отличный бизнес мистера Бизнеса»  | Тайри Диллихей   | Лиззи и Венди Молинье    | 19 февраля 2017  | 6ASA15      | 1.97                |
| У кота Гейл, мистера Бизнеса, появляется рекламный агент Иэн Амберсон и Боб узнаёт, что его жена Линда, возможно, профинансировала карьеру мистера Бизнеса. Тем временем, Тина пристрастилась к еде для кошек. |            |                                                                                     |                  |                          |                  |             |                     |
| 118 | 11         | «A Few 'Gurt Men» «Несколько мужиков»                                               | Тайри Диллихей   | Джон Шредер              | 5 марта 2017     | 6ASA19      | 1.77                |
| Луиза попадает в щекотливую ситуацию, когда она должна защищать одного из самых своих злейших врагов в школе, Вагстаффа, во время учебного процесса. Тем временем Боб вместе с Джимми Песто пытаются наказать мошенника. |            |                                                                                     |                  |                          |                  |             |                     |
| 119 | 12         | «Like Gene for Chocolate» «Как джин для шоколада»                                   | Брайан Лоскьяво  | Рич Ринальди             | 12 марта 2017    | 6ASA12      | 1.82                |
| Когда Джин узнаёт, что формула его любимого шоколада изменилась, он выходит на связь с руководителем компании в попытке исправить ситуацию. |            |                                                                                     |                  |                          |                  |             |                     |
| 120 | 13         | «The Grand Mama-зest Hotel» «Отель «Гранд Мама-пешт»»                               | Крис Сонг        | Скотт Джейкобсон         | 19 марта 2017    | 6ASA14      | 1.93                |
| Линду отправляется в качестве сопровождающей Тины и её одноклассников в отель и постоянно смущает свою дочь перед сверстниками. |            |                                                                                     |                  |                          |                  |             |                     |
| 121 | 14         | «Aquaticism» «Акватицизм»                                                           | Брайан Лоскьяво  | Дэн Файбел               | 26 марта 2017    | 6ASA17      | 1.86                |
| Тина не может стоять в стороне, когда узнаёт, что её любимый океанариум хотят закрыть раз и навсегда. |            |                                                                                     |                  |                          |                  |             |                     |
| 122 | 15         | «Ain't Miss Debatin'» «Не проигранные дебаты»                                       | Маурисио Пардо   | Грег Томпсон             | 26 марта 2017    | 6ASA20      | 1.86                |
| Тину принимают в дискуссионный клуб, на который она производит потрясающее впечатление и заводит новые отношения с одним из членов данного клуба. |            |                                                                                     |                  |                          |                  |             |                     |
| 123 | 16         | «Eggs for Days» «День яиц»                                                          | Брайан Лоскьяво  | Лиззи и Венди Молинье    | 2 апреля 2017    | 6ASA21      | 1.52                |
| Ежегодная охота за пасхальными яйцами идёт наперекосяк. |            |                                                                                     |                  |                          |                  |             |                     |
| 124 | 17         | «Zero Larp Thirty» «Ноль Ларп Тридцать»                                             | Тайри Диллихей   | Рич Ринальди             | 23 апреля 2017   | 7ASA01      | 1.58                |
| Линда выигрывает в конкурсе и отправляется на все выходные в дом, где было снято её любимый телевизионный сериал, но всё пошло не так как было запланировано. Тем времён, у Тедди, которому было поручено приглядывать за детьми, возникли проблемы со спиной и он оказался прикованным к полу.                                                                             |            |                                                                                     |                  |                          |                  |             |                     |
| 125 | 18         | «The Laser-inth» «Лазер-инт»                                                        | Маурисио Пардо   | Скотт Джейкобсон         | 23 апреля 2017   | 7ASA02      | 1.88                |
| Джин сопровождает отца на последнее лазерное рок-н-ролльное шоу в планетарии, но ночь принимает неожиданный оборот. Тем временем, Линда вытаскивает Тину и Луизу, чтобы поехать посмотреть новое рабочее Гретхен в магазине «Особенная девушка», и Луиза делает для себя неожиданное открытие.                                                                              |            |                                                                                     |                  |                          |                  |             |                     |
| 126 | 19         | «Thelma & Louise Except Thelma is Linda» «Тельма и Луиза однако Тельма — это Линда» | Брайан Лоскьяво  | Джон Шредер              | 30 апреля 2017   | 7ASA03      | 1.59                |
| Линда мечется между школьной политикой, рискуя потерять свою заработанную с трудом должность лидера распродажи домашней выпечки «Wagstaff» и её собственными моральными принципами, когда в школе Луизу наказывают за хороший поступок. Тем временем, Боб просит помощи у Тедди разобраться с велосипедистами которые заполонили ресторан.                                  |            |                                                                                     |                  |                          |                  |             |                     |
| 127 | 20         | «Mom, Lies, and Videotape» «Мама, ложь и видеозапись»                               | Крис Сонг        | Дэн Файбел               | 7 мая 2017       | 7ASA04      | 2.02                |
| Из-за простуды Линда остаётся лежать в кровати, вместо того, чтобы пойти с детьми в школу на праздник «День матери». Боб снимает мероприятие на камеру, но оказывается, что она неисправна и по прибытии домой детям предстоит показать переосмысленную версию театрализованного представления для мамы.                                                                    |            |                                                                                     |                  |                          |                  |             |                     |
| 128 | 21         | «Paraders of the Lost Float» «Парад из утраченных платформ»                         | Бернард Дерриман | Стивен Дэвис             | 21 мая 2017      | 7ASA05      | 1.61                |
| Тедди уговаривает Боба принять участие в конкурсе платформ устраиваемом на городском пляже, уверяя его в лёгкой победе. Когда всё идёт наперекосяк, Боб понимает, что победа не будет лёгкой и решает изменить своё отношение к происходящему. |            |                                                                                     |                  |                          |                  |             |                     |
| 129 | 22         | «Into the Mild» «В умерённых условиях»                                              | Тайри Диллихей   | Кельвин Ю                | 11 июня 2017     | 7ASA06      | 1.52                |
| По стечению обстоятельств, Бобу грозит провести неделю в запертом магазине специализирующемся на продаже вещей для отдыха в дикой природе. Тем временем Линда и дети проводят ночь, наблюдая как Гейл репетирует шоу «Одной женщины». |            |                                                                                     |                  |                          |                  |             |                     |

### Восьмой сезон (2017—2018)
| № общий | № в сезоне | Название | Режиссёр                      | Автор сценария                         | Дата премьеры   | Произв. код   | Зрители в США (млн) |
| --- | ---------- | --- | ----------------------------- | -------------------------------------- | --------------- | ------------- | ------------------- |
| 130 | 1          | «Brunchsquatch» «Бранчданутый»                                                                                         | Маурисио Пардо и Ян Гамильтон | Лиззи Молине и Венди Молине            | 1 октября 2017  | 7ASA14        | 2.93                |
| Фуд-блогер, который пишет о бранче (позднем завтраке), приезжает в ресторан Белчеров вместе со своим окружением, после того, как Боб решает подавать поздний завтрак, чтобы насолить Джимми Песто. Тем временем, Тина, Джин и Луиза решают помочь брату мистера Фишодера спрятаться от него. |            | |                               |                                        |                 |               |                     |
| 131 | 2          | «The Silence of the Louise» «Молчание Луизы»                                                                           | Крис Сонг                     | Грег Томпсон                           | 15 октября 2017 | 7ASA09        | 2.43                |
| Луиза объединяется с Милли, чтобы разобраться в деле, в котором замешены мистер Фронд и его ручная кукла. |            | |                               |                                        |                 |               |                     |
| 132 | 3          | «The Wolf of Wharf Street» «Волк с Варф-стрит»                                                                         | Маурисио Пардо                | Лиззи и Венди Молинье                  | 22 октября 2017 | 7ASA07        | 3.02                |
| Ночью в Хэллоуин Линда пытается произвести на детей впечатление, и берёт их с собой на поиски волка, который терроризировал весь город. Между тем больной и находящийся под лекарствами Боб полагает, что Тедди превратился в оборотня.                                                      |            | |                               |                                        |                 |               |                     |
| 133 | 4          | «Sit Me Baby One More Time» «Малыш, посиди со мной ещё»                                                                | Брайан Лоскьяво               | Нора Смит                              | 5 ноября 2017   | 7ASA08        | 2.89                |
| Тина запускает предприятие по уходу за детьми. |            | |                               |                                        |                 |               |                     |
| 134 | 5          | «Thanks-hoarding» «Спасибо накопительству»                                                                             | Тайри Диллихей                | Джон Шредер                            | 19 ноября 2017  | 7ASA15        | 2.37                |
| Семья Тедди неожиданно объявляет Белчерам, что они приедут к ним в гости на День Благодарения. |            | |                               |                                        |                 |               |                     |
| 135136 | 67         | «The Bleakening» «Уныние»                                                                                              | Брайан Лоскьяво Крис Сонг     | Стивен Дэвис Кельвин Ю                 | 10 декабря 2017 | 7ASA16/7ASA17 | 3.17                |
| Линда полна решимости устроить в ресторане рождественскую вечеринку, чтобы хоть немного поднять настроение у посетителей. Но когда она понимает, что её ценные украшения были похищены, она быстро начинает допрашивать гостей ресторана.                                                    |            | |                               |                                        |                 |               |                     |
| 137 | 8          | «V for Valentine-detta» «V — значит Валентин-детта»                                                                    | Ян Гамильтон                  | Лиззи и Венди Молинье                  | 14 января 2018  | 7ASA22        | 4.76                |
| Женская половина семейства Белчеров отправляются на вечернюю лимузинную вечеринку, чтобы поддержать Тину после неудачного «Дня Святого Валентина». |            | |                               |                                        |                 |               |                     |
| 138 | 9          | «Y Tu Ga-Ga Tambien» «И твою Га-Га тоже»                                                                               | Брайан Лоскьяво               | Скотт Джейкобсон                       | 11 марта 2018   | 7ASA12        | 1.84                |
| В школе открывается новая детская игровая площадка, после чего социальная иерархия среди школьников терпит значительные изменения, который Джин не хочет принимать. |            | |                               |                                        |                 |               |                     |
| 139 | 10         | «The Secret Ceramics Room of Secrets» «Тайная комната керамики и секретов»                                             | Тайри Диллихей                | Дэн Файбел                             | 18 марта 2018   | 7ASA19        | 1.72                |
| Дети отправились на поиски секретной комнаты, наполненной домашней керамикой. |            | |                               |                                        |                 |               |                     |
| 140 | 11         | «Sleeping with the Frenemy» «В постели с заклятым другом»                                                              | Брайан Лоскьяво               | Грег Томпсон                           | 25 марта 2018   | 7ASA20        | 1.74                |
| Тина позволяет Тэмми провести весенние каникулы вместе с Белчерами. |            | |                               |                                        |                 |               |                     |
| 141 | 12         | «The Hurt Soccer» «Повелитель футбола»                                                                                 | Деймон Вонг                   | Рэйчел Хастингс                        | 1 апреля 2018   | 7ASA23        | 1.54                |
| Белчеры забывают, что записали Луизу в футбольную лигу и теперь они вынуждены в кратчайшие сроки помочь ей подготовится к последней игре сезона. Пока Боб тренирует дочь, Линда и Джин воспользуются возможностью превратить ресторан в пиано-бар.                                           |            | |                               |                                        |                 |               |                     |
| 142 | 13         | «Cheer Up, Sleepy Gene» «Взбодрись, сонный Джин»                                                                       | Тайри Диллихей                | Гарри Джон Бенджамин и Холли Шлезингер | 8 апреля 2018   | 7ASA10        | 1.74                |
| Джина приглашают на его первый ночлег и он очень сильно нервничает, что всё может пойти не по плану. Тем временем Боб и Линда записывают себя во время сна, чтобы определить кто сильнее из них храпит.                                                                                      |            | |                               |                                        |                 |               |                     |
| 143 | 14         | «The Trouble with Doubles» «Проблема с двойным свиданием»                                                              | Ян Гамильтон                  | Холли Шлезингер                        | 15 апреля 2018  | 7ASA18        | 1.83                |
| Боб и Линда решают отправиться на двойное свидание, но вместо весёлого времяпрепровождения они оказываются заперты в комнате вместе с второй парой. |            | |                               |                                        |                 |               |                     |
| 144 | 15         | «Go Tina on the Mountain» «Иди, Тина, на гору»                                                                         | Тайри Диллихей                | Рич Ринальди                           | 22 апреля 2018  | 8ASA01        | 1.66                |
| Дождь заставляет Джина и Луизу прервать процесс обучения по покорению дикой природы, но Тина решает, что дождь — это не повод опускать руки и бросает вызов природе. |            | |                               |                                        |                 |               |                     |
| 145 | 16         | «Are You There Bob? It's Me, Birthday» «Ты здесь Боб? Это я, день рождения»                                            | Тайри Диллихей                | Кельвин Ю                              | 29 апреля 2018  | 8ASA04        | 1.91                |
| Забыв о дне рождения Боба, Линда и дети пытаются спланировать вечеринку-сюрприз в последнюю минуту. |            | |                               |                                        |                 |               |                     |
| 146 | 17         | «Boywatch» «Спасатели Малибу»                                                                                          | Маурисио Пардо                | Рич Ринальди                           | 6 мая 2018      | 7ASA11        | 1.56                |
| Тина решает присоединиться к младшим спасателям, но когда у неё возникают проблемы на тренировке, один из младших спасателей, Паркер, пытается убедить её уйти. Тем временем Боб и Линда решают поставить в ресторане бесплатный Wi-Fi, но вскоре он подвергается кибератаке.                |            | |                               |                                        |                 |               |                     |
| 147 | 18         | «As I Walk Through the Alley of the Shadow of Ramps» «Когда я иду по аллее в тени пандусов»                            | Крис Сонг                     | Скотт Джейкобсон                       | 13 мая 2018     | 8ASA02        | 1.56                |
| Когда злостный владелец грузовика сока пытается создать свой магазин в переулке Белчеров, Луиза разрабатывает гениальный план, чтобы отделаться от дурного соседства. |            | |                               |                                        |                 |               |                     |
| 148 | 19         | «Mo Mommy Mo Problems» «У мамы много проблем»                                                                          | Ян Гамильтон                  | Стивен Дэвис                           | 13 мая 2018     | 8ASA03        | 1.88                |
| По просьбе Линды в День Матери, Белчеры посещают открытые дома с бесплатным питанием. |            | |                               |                                        |                 |               |                     |
| 149 | 20         | «Mission Impos-slug-ble» «Миссия не-Луиз-вима»                                                                         | Крис Сонг                     | Нора Смит                              | 20 мая 2018     | 7ASA21        | 1.65                |
| Когда у Луизы конфискуют в школе её обширную коллекцию карточек посвящённых «Буробу», она разрабатывает хитрый план, чтобы вернуть их. Тем временем Боб должен дать хвалебную речь для старого знакомого, несмотря на несчастный случай, который произошёл много лет назад.                  |            | |                               |                                        |                 |               |                     |
| 150 | 21         | «Something Old, Something New, Something Bob Caters for You» «Что-то старое, что-то новое, что-то Боб обслуживает Вас» | Крис Сонг                     | Джон Шредер                            | 20 мая 2018     | 8ASA05        | 1.62                |
| Некая пара, которая влюбилась в ресторан Белчеров, уговаривает Боба обслужить их свадьбу. Боб изначально не хотел соглашаться и не зря, все идёт наперекосяк и Линда пытается спасти этот светлый день для молодожёнов.                                                                      |            | |                               |                                        |                 |               |                     |

### Девятый сезон (2018—2019)
| № общий | № в сезоне | Название                                                                                                | Режиссёр       | Автор сценария                        | Дата премьеры    | Произв. код | Зрители в США (млн) |
| --- | ---------- | --- | -------------- | ------------------------------------- | ---------------- | ----------- | ------------------- |
| 151 | 1          | «Just One of the Boyz 4 Now for Now» «Пока только один из «4етырёх парней»»                             | Ян Гамильтон   | Лиззи и Венди Молинье                 | 30 сентября 2018 | 8ASA06      | 2.47                |
| Убедившись, что она встретила любовь своей своей жизни, Тина решает замаскироваться под мальчика и отправиться на прослушивание, чтобы попасть в группу «4етверо парней». |            | |                |                                       |                  |             |                     |
| 152 | 2          | «The Taking of Funtime One Two Three» «Захват времени удовольствия 123»                                 | Крис Сонг      | Джастин Хук                           | 7 октября 2018   | 7ASA13      | 3.08                |
| Луиза, Тина и Джин с помощью Мистера Фишодера разрабатывают гениальный план как выиграть главный приз в «Семейной Центре». |            | |                |                                       |                  |             |                     |
| 153 | 3          | «Tweentrepreneurs» «Бэбизнесмены»                                                                       | Райан Мэттос   | Грег Томпсон                          | 14 октября 2018  | 8ASA09      | 2.14                |
| Дети знакомятся с предпринимательским ремеслом, когда они становятся членами школьного клуба «Бэбизнесмены». |            | |                |                                       |                  |             |                     |
| 154 | 4          | «Nightmare on Ocean Avenue Street» «Кошмар на улице Оушен Авеню»                                        | Тайри Диллихей | Дэн Файбел                            | 21 октября 2018  | 8ASA07      | 2.80                |
| Наступает Хэллоуин и дети как обычно отправляются на сбор конфет, но вскоре из общего мешка со сладостями таинственным образом начинают исчезать конфеты. |            | |                |                                       |                  |             |                     |
| 155 | 5          | «Live and Let Fly» «Живи и дай летать»                                                                  | Крис Сонг      | Рич Ринальди                          | 4 ноября 2018    | 8ASA11      | 3.16                |
| Дети узнают на сколько бывает опасна месть, когда их план отомстить школьному методисту приводит к серьёзному соперничеству между двумя пилотами. Тем временем Тедди приглашает Линду и Боба поучаствовать в конкурсе бумажных самолётиков. |            | |                |                                       |                  |             |                     |
| 156 | 6          | «Bobby Driver» «Боб на драйве»                                                                          | Райан Мэттос   | Скотт Джейкобсон                      | 11 ноября 2018   | 8ASA12      | 2.23                |
| Боб соглашается водить профессиональный квилтера Эдит по городу, после того, как она убеждает его присоединиться к заговору ради мести. |            | |                |                                       |                  |             |                     |
| 157 | 7          | «I Bob Your Pardon» «Извини меня пожалуйста»                                                            | Крис Сонг      | Нора Смит                             | 18 ноября 2018   | 8ASA08      | 2.91                |
| Белчеры решают проявить немного гуманизма и спасти индейку от неминуемой смерти на скотобойне. |            | |                |                                       |                  |             |                     |
| 158 | 8          | «Roller? I Hardly Know Her!» «Роллерша? я почти не знаю её!»                                            | Кев Уоттон     | Лиззи и Венди Молинье                 | 25 ноября 2018   | 8ASA13      | 1.97                |
| Джин в ярости, когда узнаёт, что его лучший друг, Алекс, бросает его, чтобы быть партнёром Кортни по танцам на роликах. |            | |                |                                       |                  |             |                     |
| 159 | 9          | «UFO No You Didn't» «НЛО нет, это не ты»                                                                | Тайри Диллихей | Стивен Дэвис                          | 2 декабря 2018   | 8ASA14      | 2.99                |
| Тина вместе со своим новым научным партнёром создают устройство, которое позволяет им общаться с инопланетянами. |            | |                |                                       |                  |             |                     |
| 160 | 10         | «Better Off Sled» «Уж лучше ехать на санях»                                                             | Ян Гамильтон   | Холли Шлезингер                       | 9 декабря 2018   | 8ASA10      | 4.35                |
| Луиза, Джин и Тина противостоят группе хулиганов в сражении за территорию для катания на санях. Тем временем Линда не успевает связать своим детям по рождественскому шарфу и Бобу ничего не остаётся, как прийти своей жене на помощь. |            | |                |                                       |                  |             |                     |
| 161 | 11         | «Lorenzo's Oil? No, Linda's» «Масло Лоренцо? Нет, Линды»                                                | Крис Сонг      | Джон Шредер                           | 6 января 2019    | 8ASA16      | 2.21                |
| Новая знакомая Линды знакомит её с миром эфирных масел, и Гейл убеждена, что её от этого срочно нужно спасать. Тем временем Боб и Тедди оказываются в затруднительном положении, помогая мистеру Хаггинсу. |            | |                |                                       |                  |             |                     |
| 162 | 12         | «The Helen Hunt» «Хелен Хант»                                                                           | Райан Мэттос   | Дэн Файбел                            | 13 января 2019   | 8ASA17      | 4.89                |
| Белчеры ставят себе задачу помочь Тедди заполучить девушку своей мечты, но Тина убеждена, что она нашла для него лучшую пару. |            | |                |                                       |                  |             |                     |
| 163 | 13         | «Bed, Bob & Beyond» «Кровать, Боб и не только»                                                          | Ян Гамильтон   | Кельвин Ю                             | 10 февраля 2019  | 8ASA15      | 1.66                |
| После неудавшейся попытки посмотреть фильм, Тина, Луиза и Джин, чтобы хоть как бы развлечься, решают рассказать друг другу свои собственные истории. |            | |                |                                       |                  |             |                     |
| 164 | 14         | «Every Which Way but Goose» «Кто угодно, но не гусь»                                                    | Кев Уоттон     | Холли Шлезингер                       | 17 февраля 2019  | 8ASA18      | 2.18                |
| Тина, обескураженная тем, что Джимми-младший не пригласил её на выпускной бал, и формирует нездоровую привязанность к гусю из соседнего парка. Тем временем Линда заглядывает в приложение для знакомств, чтобы помочь Гретхен найти себе пару. |            | |                |                                       |                  |             |                     |
| 165 | 15         | «The Fresh Princ-ipal» «Новый директор»                                                                 | Тайри Диллихей | Грег Томпсон                          | 3 марта 2019     | 8ASA19      | 1.98                |
| Всё выходит из-под контроля, когда Луиза выигрывает конкурс и становиться главным в течение всего дня. Тем временем, Боб оказывается не в состоянии самостоятельно переворачивать гамбургеры, но у Тедди есть идея как это исправить. |            | |                |                                       |                  |             |                     |
| 166 | 16         | «Roamin' Bob-iday» «Выходной день для Боба»                                                             | Ян Гамильтон   | Лиззи Молинье-Логелин и Венди Молинье | 10 марта 2019    | 8ASA20      | 2.00                |
| Семья заставляет трудоголика Боба взять столь необходимый выходной день, чтобы он поработал в местном магазине сэндвичей. Тем временем Линда и дети в последний момент устраивают детский душ в ресторане для женской байкерской группы. |            | |                |                                       |                  |             |                     |
| 167 | 17         | «What About Blob?» «А как же жижа?»                                                                     | Крис Сонг      | Рич Ринальди                          | 17 марта 2019    | 8ASA21      | 2.08                |
| Джин убеждает Тину и Луизу помочь ему спасти непонятую жижу из планктонов от того, чтобы быть уничтоженной яхт-клубом. |            | |                |                                       |                  |             |                     |
| 168 | 18         | «If You Love It So Much, Why Don't You Marionette?» «Если ты так любишь это, почему ты не марионетка??» | Райан Мэттос   | Кэти Краун                            | 24 марта 2019    | 8ASA22      | 2.03                |
| Дети отправляются на школьную экскурсию в театр марионеток, и Луиза сталкивается плохой стороной владельца театра. |            | |                |                                       |                  |             |                     |
| 169 | 19         | «Long Time Listener, First Time Bob» «Давний слушатель, впервые Боб»                                    | Ян Гамильтон   | Скотт Джейкобсон                      | 7 апреля 2019    | 8ASA23      | 1.76                |
| Боб встречает радиодиджея, который ранее был её героем и так сложилось, что тот отказывается идти на компромисс. Тем не менее, Белчеры пытаются помочь ему организовать возвращение на радио. Тем временем, после неудачной попытки убедить Боба включить в меню новый тренд «Жареный сладкий картофель», Линда пытается использовать излишки сладкого картофеля для приготовления пирогов. |            | |                |                                       |                  |             |                     |
| 170 | 20         | «The Gene Mile» «Миля Джина»                                                                            | Тайри Диллихей | Стивен Дэвис                          | 28 апреля 2019   | 8ASA24      | 1.84                |
| Когда в день бесплатного мороженого детям приходится пробежать в школе обязательную милю, они придумывают хитроумный план, как им улизнуть. |            | |                |                                       |                  |             |                     |
| 171 | 21         | «P.T.A. It Ain't So» «А. Р. У. — это не то»                                                             | Ян Гамильтон   | Кельвин Ю                             | 5 мая 2019       | 8ASA25      | 1.58                |
| Линда знакомится с казалось бы идеальным президентом ассоциации родителей и учителей, и так сильно им вдохновляется, что начинает втягиваться в работу данного комитета. |            | |                |                                       |                  |             |                     |
| 172 | 22         | «Yes Without My Zeke» «Без Зика — всегда»                                                               | Крис Сонг      | Джон Шредер                           | 12 мая 2019      | 8ASA26      | 1.48                |
| Когда Зик попадает в беду, ребята и Джимми-младший помогают предотвратить его отправку в дисциплинарную школу. |            | |                |                                       |                  |             |                     |

### Десятый сезон (2019—2020)
| № общий | № в сезоне | Название                                                                | Режиссёр     | Автор сценария                        | Дата премьеры    | Произв. код | Зрители в США (млн) |
| --- | ---------- | ----------------------------------------------------------------------- | ------------ | ------------------------------------- | ---------------- | ----------- | ------------------- |
| 173 | 1          | «The Ring (But Not Scary)» «Кольцо (нестрашная версия)»                 | Марио Д'Анна | Лиззи Молинье-Логелин и Венди Молинье | 29 сентября 2019 | 9ASA01      | TBA                 |
| Боб из-за всех сил старается удивить Линду на их годовщину, но всё слишком усложняется, когда дети становятся вовлечеными. |            |                                                                         |              |                                       |                  |             |                     |
| 174 | 2          | «Boys Just Wanna Have Fungus» «Парни просто хотят гриб»                 | Райан Мэттос | Дэн Файбел                            | 6 октября 2019   | 9ASA02      | TBA                 |
| Боб и Джин не могут позволить себе покупку редкого гриба для бургера дня и единственный вариант его добыть, это с головой окунуться в тонкости тихой охоты. Тем временем Тине выписывают новые очки, которые заставляют её поверить, что она обладает сверхспособностями. |            |                                                                         |              |                                       |                  |             |                     |
| 175 | 3          | «Motor, She Boat» «Она смастерила лодку»                                | Том Такелаж  | Холли Шлезингер                       | 13 октября 2019  | 9ASA03      | TBA                 |
| Тина и Боб участвуют в гонке картонных лодок сделанных руками отцов и их дочерей, и Тина пытается скрыть свои чувства по поводу ужасных навыков Боба в строительстве лодок.                                                                                               |            |                                                                         |              |                                       |                  |             |                     |
| 176 | 4          | «Pig Trouble in Little Tina» «Свинной переполох в маленькой Тине»       | Крис Сонг    | Нора Смит                             | 20 октября 2019  | 9ASA04      | TBA                 |
| Тина в научном классе препарирует эмбриальную свинью, всё вокруг становится ужасно жутким. |            |                                                                         |              |                                       |                  |             |                     |
| 177 | 5          | «Legends of the Mall» «Легенды торгового центра»                        | Мэтью Лонг   | Грег Томпсон                          | 3 ноября 2019    | 9ASA05      | TBA                 |
| Во время семейной поездки Белчеров в торговый центр Тину принимают за подружку спящего мальчика. |            |                                                                         |              |                                       |                  |             |                     |
| 178 | 6          | «The Hawkening: Look Who's Hawking Now!» «Ястреб: уж кто бы говорил»    | Марио Д'Анна | Рич Ринальди                          | 10 ноября 2019   | 9ASA06      | TBA                 |
| Боб и Луиза устраивают в ресторане эксклюзивный показ фильма «Ястреб и Чик», пока Коджи, актёр играющий роль Ястреба, не выполнит определённые условия. |            |                                                                         |              |                                       |                  |             |                     |
| 179 | 7          | «Land of the Loft» «Лофтовый мир»                                       | Том Риггин   | Стивен Дэвис                          | 17 ноября 2019   | 9ASA08      | TBA                 |
| Боб и Линда бросают вызов самим себе и посещают лофтовую вечеринку и проводят бурную ночь. Тем временем, дети бросают вызов своей няне, Джен, и сталкиваются с большими проблемами в грузовике мороженого.                                                                |            |                                                                         |              |                                       |                  |             |                     |
| 180 | 8          | «Now We're Not Cooking with Gas» «Теперь мы не готовим на газе»         | Райан Мэттос | Кэти Краун                            | 24 ноября 2019   | 9ASA07      | TBA                 |
| Боб полон решимости приготовить для семьи редкую индейку на «День благодарения», но всё идёт не по плану, когда в их доме неожиданно отключают газ. |            |                                                                         |              |                                       |                  |             |                     |
| 181 | 9          | «All That Gene» «Весь этот Джин»                                        | Мэтью Лонг   | Кельвин Ю                             | 1 декабря 2019   | 9ASA10      | TBA                 |
| Джин прослушивается на небольшую роль в местной театральной постановке, но вскоре обнаруживается, что Линда фактически подкупила режиссёра, чтобы выбить роль для Джина.                                                                                                  |            |                                                                         |              |                                       |                  |             |                     |
| 182 | 10         | «Have Yourself a Maily Linda Christmas» «Почтового Линдового Рождества» | Крис Сонг    | Скотт Джейкобсон                      | 15 декабря 2019  | 9ASA09      | TBA                 |
| Чтобы заработать дополнительные деньги на подарки к праздникам, Линда находит себе вторую работу, временного работника на почте. |            |                                                                         |              |                                       |                  |             |                     |
| 183 | 11         | «Drumforgiven» «Барабан прощения»                                       | Марио Д'Анна | Джон Шредер                           | 12 января 2020   | 9ASA11      | TBA                 |
| Джина выгоняют из торгового центра «Ocean Avenue Hifi», но Луиза берёт дело в свои руки, чтобы защитить честь своего брата. Тедди берёт работу разнорабочего в ресторане Джимми Песто и пытается скрыть это от Боба.                                                      |            |                                                                         |              |                                       |                  |             |                     |
| 184 | 12         | «A Fish Called Tina» «Рыбка по имени Тина»                              | Райан Мэттос | Дэн Файбел                            | 16 февраля 2020  | 9ASA12      | TBA                 |
| Тина заходит слишком далеко, пытаясь быть идеальным наставником. Тем временем, Боб и Линда решают посетить спортзал по соседству. |            |                                                                         |              |                                       |                  |             |                     |
| 185 | 13         | «Three Girls and a Little Wharfy» «Три девушки и маленький Уорфи»       | Райан Мэттос | Холли Шлезингер                       | 23 февраля 2020  | 9ASA13      | TBA                 |
| Луиза с неохотой присоединяется к Джессике и пятикласснице Меган для совместного поиска мифического морского монстра по имени Уорфи. |            |                                                                         |              |                                       |                  |             |                     |
| 186 | 14         | «Wag the Song» «Хвост виляет песней»                                    | Крис Сонг    | Грег Томпсон                          | 1 марта 2020     | 9ASA14      | TBA                 |
| Тина соревнуется с Джином и Луизой, в написании новой школьной песни для «Вагстафф», но оказывается в творческом тупике. Тем временем, Боб и Линда сражаются с ослепляющим сиянием от нового блестящего стального навеса Джимми Песто через дорогу.                       |            |                                                                         |              |                                       |                  |             |                     |
| 187 | 15         | «Yurty Rotten Scoundrels» «Отпетые негодяи»                             | Том Такелаж  | Кэти Краун                            | 8 марта 2020     | 9ASA16      | TBA                 |
| Когда Гейл решает провести мастер-класс для художников в юрте с одним посетителем, Линда чувствует себя вынужденной посетить его, чтобы поддержать свою сестру. Тем временем Луиза и Джин проводят тайную операцию по поиску пропавшей кошки за денежное вознаграждение.  |            |                                                                         |              |                                       |                  |             |                     |
| 188 | 16         | «Flat-Top o' the Morning to Ya» «Ровненького утречка»                   | Райан Мэттос | Рич Ринальди                          | 15 марта 2020    | 9ASA15      | TBA                 |
| Боб и дети помогают неудачливому владельцу ресторана, а Линда и Тедди увлекаются празднованием «Дня Святого Патрика». |            |                                                                         |              |                                       |                  |             |                     |
| 189 | 17         | «Just the Trip» «Просто поездка»                                        | Крис Сонг    | Лиззи Молинье-Логелин и Венди Молинье | 22 марта 2020    | 9ASA17      | TBA                 |
| Семья совершает неожиданную поездку на лимузине с водителем Нэтом. |            |                                                                         |              |                                       |                  |             |                     |
| 190 | 18         | «Tappy Tappy Tappy Tap Tap Tap» «Таппи Таппи Таппи топ топ топ»         | Райан Мэттос | Джон Шредер                           | 19 апреля 2020   | 9ASA18      | TBA                 |
| Тина ходит смотреть выступление Джоша в чечёточном шоу и подозревает саботаж, когда тому наносят травму. |            |                                                                         |              |                                       |                  |             |                     |
| 191 | 19         | «The Handyman Can» «Разнорабочий может»                                 | Том Риггинс  | Кельвин Ю                             | 26 апреля 2020   | 9ASA19      | TBA                 |
| Когда Тедди начинает сомневаться в своих способностях разнорабочего, дети укрепляют его уверенность в себе. |            |                                                                         |              |                                       |                  |             |                     |
| 192 | 20         | «Poops!… I Didn't Do It Again» «Какашки!… Я делала это снова»           | Крис Сонг    | Стивен Дэвис                          | 3 мая 2020       | 9ASA20      | TBA                 |
| Луиза должна столкнуться со своим страхом публичного испражнения, когда её класс отправляется на ночную прогулку в аквариум. Тем временем Линда призывает семью, сделать видео поздравление к годовщине её родителей.                                                     |            |                                                                         |              |                                       |                  |             |                     |
| 193 | 21         | «Local She-ro» «Местная героиня»                                        | Райан Мэттос | Скотт Джейкобсон                      | 10 мая 2020      | 9ASA21      | TBA                 |
| Пытаясь показать Тине, что такого замечательного в их городе, Линда натыкается на след легендарной местной певицы. |            |                                                                         |              |                                       |                  |             |                     |
| 194 | 22         | «Prank You for Being a Friend» «Разыграть тебя, потому что ты друг»     | Том Риггин   | Кэти Краун                            | 17 мая 2020      | 9ASA22      | TBA                 |
| Одноклассница приходит к Луизе заниматься уроками и попадает в беду. Тем временем Боб неохотно соглашается принести Джимми Песто его лекарство от грыжи. |            |                                                                         |              |                                       |                  |             |                     |

### Одиннадцатый сезон (2020—2021)
| № общий | № в сезоне | Название | Режиссёр     | Автор сценария                        | Дата премьеры    | Произв. код | Зрители в США (млн) |
| --- | ---------- | --- | ------------ | ------------------------------------- | ---------------- | ----------- | ------------------- |
| 195 | 1          | «Dream a Little Bob of Bob» «Мечтай немного о маленьком Бобе из Боба»                                                            | Саймон Чонг  | Дэн Файбел                            | 27 сентября 2020 | AASA01      | TBA                 |
| Боб отправляется в эпическое путешествие, чтобы найти потерянный ключ от сейфа. |            | |              |                                       |                  |             |                     |
| 196 | 2          | «Worms of In-Rear-ment» «Черви в задней точке»                                                                                   | Крис Сонг    | Нора Смит                             | 4 октября 2020   | 9ASA23      | TBA                 |
| Семья готовится ко сну, но вынуждены отказаться от своих планов, ведь выясняется, что один из Белчеров подхватил острицу. |            | |              |                                       |                  |             |                     |
| 197 | 3          | «Copa-Bob-bana» «Копа-Боб-бана»                                                                                                  | Райан Маттос | Холли Шлезингер                       | 11 октября 2020  | AASA02      | TBA                 |
| Боб соглашается быть временным шеф-поваром в новом ночном клубе Фишедера. |            | |              |                                       |                  |             |                     |
| 198 | 4          | «Heartbreak Hotel-oween» «Хэллоуинский отель разбитых сердец»                                                                    | Крис Сонг    | Рич Ринальди                          | 1 ноября 2020    | AASA04      | TBA                 |
| План Луизы отомстить на Хэллоуин за проступок с конфетами оказался неудачным, когда дети встречают в отеле загадочную женщину. |            | |              |                                       |                  |             |                     |
| 199 | 5          | «Fast Time Capsules at Wagstaff School» «Быстрая капсула времени в школе Вагстафф»                                               | Том Риггин   | Грег Томпсон                          | 8 ноября 2020    | AASA03      | TBA                 |
| Тину назначают ответственной за проект «Капсула времени школы Вагстафф» и она наживает себе врага, когда отвергает предложение Тэмми. Тем временем Боб дразнит Линду из-за ее неспособности свистеть.                                                    |            | |              |                                       |                  |             |                     |
| 200 | 6          | «Bob Belcher and the Terrible, Horrible, No Good, Very Bad Kids» «Боб Белчер и ужасные, кошмарные, нехорошие, очень плохие дети» | Мэтью Лонг   | Стивен Дэвис                          | 15 ноября 2020   | AASA05      | TBA                 |
| Семья должна придумать, как сохранить ресторан открытым после того, как Боб полностью выводит из строя кухню перед важным запланированным мероприятием.                                                                                                  |            | |              |                                       |                  |             |                     |
| 201 | 7          | «Diarrhea of a Poopy Kid» «Диарея какающего ребёнка»                                                                             | Том Риггин   | Лиззи Молинье-Логелин и Венди Молинье | 22 ноября 2020   | AASA08      | TBA                 |
| Когда Джин не может съесть обед в День Благодарения из-за желудочного гриппа, семья пытается подбодрить его. |            | |              |                                       |                  |             |                     |
| 202 | 8          | «The Terminalator II: Terminals of Endearment» «Терминалатор II: Терминалы нежности»                                             | Райан Мэттос | Кельвин Ю                             | 29 ноября 2020   | AASA07      | TBA                 |
| Когда родители Линды останавливаются в аэропорту неподалёку, Боб и Линда пытаются превратить это в свой ежегодный «визит» к ним. |            | |              |                                       |                  |             |                     |
| 203 | 9          | «Mommy Boy» «Маменькин мальчик»                                                                                                  | Саймон Чонг  | Джон Шредер                           | 6 декабря 2020   | AASA06      | TBA                 |
| Когда Линда присоединяется к женской бизнес-группе, Джин становится собственником её времени. Тем временем Луиза и Тина хотят научиться драться. |            | |              |                                       |                  |             |                     |
| 204 | 10         | «Yachty or Nice» «Яхтенный или хороший»                                                                                          | Крис Сонг    | Скотт Джейкобсон                      | 13 декабря 2020  | AASA09      | TBA                 |
| Когда Белчеры получают неожиданное приглашение обслужить праздничный парад лодок в яхт-клубе Гленкрест, Боб задаётся вопросом, где здесь подвох… Тем временем Луиза положила глаз на Санта-Шхуну с подарками.                                            |            | |              |                                       |                  |             |                     |
| 205 | 11         | «Romancing the Beef» «Роман с говядиной»                                                                                         | Том Риггин   | Грег Томпсон                          | 21 февраля 2021  | AASA13      | TBA                 |
| Луиза убеждает своих родителей нажиться на прибыльном ужине на День святого Валентина, даже если это означает приостановку собственных планов Боба и Линды на этот день. Тем временем Тина посещает вечеринку Тэмми против Дня святого Валентина.        |            | |              |                                       |                  |             |                     |
| 206 | 12         | «Die Card, or Card Trying» «Карточка смерти или сделать фото пытаясь»                                                            | Мэтью Лонг   | Кэти Краун                            | 28 февраля 2021  | AASA10      | TBA                 |
| Линда тащит Боба с детьми на природу, чтобы сделать лучший семейный портрет на празднике. |            | |              |                                       |                  |             |                     |
| 207 | 13         | «An Incon-Wheelie-ent Truth» «Неудобная правда о Вилли»                                                                          | Саймон Чонг  | Дэн Файбел                            | 7 марта 2021     | AASA11      | TBA                 |
| Во время семейной поездки на блошиный рынок Боба и Линду преследует ложь, которую они рассказали Тине, Джину и Луизе о том, что на самом деле случилось с их любимым плюшевым животным, Вилли Мамонтом…                                                  |            | |              |                                       |                  |             |                     |
| 208 | 14         | «Mr. Lonely Farts» «Мистер Одиночество пукает»                                                                                   | Райан Мэттос | Холли Шлезингер                       | 14 марта 2021    | AASA12      | TBA                 |
| Когда Линда и Тина идут в обувной магазин, Джин случайно остаётся дома один… Тем временем Боб, Луиза и Тедди идут покупать оборудование для ресторана у жуткого парня, которого Боб нашёл в Интернете.                                                   |            | |              |                                       |                  |             |                     |
| 209 | 15         | «Sheshank Redumption» «Переделка Линды»                                                                                          | Крис Сонг    | Джон Шредер                           | 21 марта 2021    | AASA14      | TBA                 |
| Новый распорядок дня Линды, состоящий из диеты и физических упражнений, вызывает у неё проблемы с желудочно-кишечным трактом в день встреч родителей, учителей и учеников.                                                                               |            | |              |                                       |                  |             |                     |
| 210 | 16         | «Y Tu Tina También» «И твою Тину тоже»                                                                                           | Мэтью Лонг   | Рич Ринальди                          | 28 марта 2021    | AASA15      | TBA                 |
| Когда Тина вынуждена слушать аудио-уроки испанского в библиотеке, чтобы улучшить свою оценку, она неожиданно влюбляется. Тем временем Луиза и Джин хотят замочить мистера Фронда на весенней ярмарке в Вагстаффе.                                        |            | |              |                                       |                  |             |                     |
| 211 | 17         | «Fingers-loose» «Пальцы свободны»                                                                                                | Саймон Чонг  | Лиззи Молинье-Логелин и Венди Молинье | 11 апреля 2021   | AASA16      | TBA                 |
| Тина сталкивается с кризисом дежурной в коридоре, когда влюбляется в новую андерграундную тенденцию в Вагстаффе, которую мистер Фронд пытается подавить. Тем временем Боб и Линда пытаются придумать для Тедди способ пронести еду в кинотеатр.          |            | |              |                                       |                  |             |                     |
| 212 | 18         | «Some Kind of Fender Benderful» «Нечто загибательное»                                                                            | Райан Мэттос | Кельвин Ю                             | 18 апреля 2021   | AASA17      | TBA                 |
| Когда Боб попадает в аварию с участием четырёх машин прямо возле ресторана, он понимает, что выяснить, кто виноват, будет не так просто, как он думал…                                                                                                   |            | |              |                                       |                  |             |                     |
| 213 | 19         | «Bridge Over Troubled Rudy» «Мост над неспокойным Руди»                                                                          | Крис Сонг    | Скотт Джейкобсон                      | 2 мая 2021       | AASA19      | TBA                 |
| Когда Луиза узнаёт, что у Руди есть модель взрывающегося моста, она решает отправиться в своего рода опасное путешествие, волоча за собой своих брата и сестру… Тем временем Морт пытается научить Боба, Линду и Тедди медитировать.                     |            | |              |                                       |                  |             |                     |
| 214 | 20         | «Steal Magazine-olias» «Украденные журнальчики»                                                                                  | Мэтью Лонг   | Кэти Краун                            | 9 мая 2021       | AASA20      | TBA                 |
| Когда доктор Яп приходит в ресторан в поисках чего-то, что было взято из приёмной его стоматологического кабинета, дети Белчеров увлекаются игрой в кошки-мышки. Тем временем Боб, Линда и Тедди пытаются убрать с окна ресторана огромный птичий помёт. |            | |              |                                       |                  |             |                     |
| 215 | 21         | «Tell Me Dumb Thing Good» «Скажи мне хорошую тупую вещь»                                                                         | Саймон Чонг  | Дэн Файбел                            | 16 мая 2021      | AASA21      | TBA                 |
| Линде нужна помощь детей в борьбе за весёлую, тупую местную традицию. Тем временем Боб увлечён онлайн-огурцом. |            | |              |                                       |                  |             |                     |
| 216 | 22         | «Vampire Disco Death Dance» «Танец смерти на дискотеке вампиров»                                                                 | Том Риггин   | Стивен Дэвис                          | 23 мая 2021      | AASA18      | TBA                 |
| После того, как Тина и Боб планируют свидание отца и дочери, чтобы посмотреть любимый старый фильм Боба о подпевке вампирам, Тина решает также пригласить и группу своих друзей. Тем временем Линда открывает ресторан для енотов в их переулке.         |            | |              |                                       |                  |             |                     |

### Двенадцатый сезон (2021—2022)
| № общий | № в сезоне | Название | Режиссёр                  | Автор сценария                        | Дата премьеры    | Произв. код | Зрители в США (млн) |
| --- | ---------- | --- | ------------------------- | ------------------------------------- | ---------------- | ----------- | ------------------- |
| 217 | 1          | «Manic Pixie Crap Show» «Дерьмовое шоу маниакальных пикси»                                                    | Райан Мэттос              | Нора Смит                             | 26 сентября 2021 | AASA22      | 1.60                |
| Луиза должна выплатить долг Милли, посетив Променад принцесс пикси. Тем временем букет в форме собаки заставляет Линду противостоять своему прошлому. |            | |                           |                                       |                  |             |                     |
| 218 | 2          | «Crystal Mess» «Кристальный беспорядок»                                                                       | Том Риггин                | Холли Шлезингер                       | 3 октября 2021   | BASA01      | 1.14                |
| Чтобы облегчить беспокойство по поводу предстоящего устной речи, мистер Фронд одалживает Тине кристалл, который, как утверждает его новая подруга, обладает особыми способностями. Тем временем Боб и Линда покупают коробку несовершенных продуктов и пытаются использовать всё, пока они не сгнили. |            | |                           |                                       |                  |             |                     |
| 219 | 3          | «The Pumpkinening» «Тыквенность»                                                                              | Крис Сонг                 | Кельвин Ю                             | 10 октября 2021  | BASA02      | 1.77                |
| Когда на Хэллоуин Линде присылают таинственную записку, она и Гейл должны отправиться в свой родной город, чтобы столкнуться со злом, которое они совершили 27 лет назад… |            | |                           |                                       |                  |             |                     |
| 220 | 4          | «Driving Big Dummy» «Шофёр большого манекена»                                                                 | Мэтью Лонг                | Джон Шредер                           | 17 октября 2021  | BASA03      | 1.17                |
| Боб попадает в поездку с Тедди… Тем временем Линда и дети соревнуются за звание «Сотрудник дня». |            | |                           |                                       |                  |             |                     |
| 221 | 5          | «Seven-tween Again» «Джину снова семь»                                                                        | Саймон Чонг               | Рич Ринальди                          | 24 октября 2021  | BASA04      | 1.20                |
| Джин панически боится взросления и отчаянно пытается пережить свою молодость. Тем временем Линда испытывает соблазн попробовать новую модную парикмахерскую, открывшуюся рядом с «Закусочной Боба», но она боится гнева своей подруги-парикмахера Гретхен.                                            |            | |                           |                                       |                  |             |                     |
| 222 | 6          | «Beach, Please» «Пляж, пожалуйста»                                                                            | Райан Мэттос              | Скотт Джейкобсон                      | 7 ноября 2021    | BASA05      | 1.48                |
| Когда дети Белчеров участвуют в уборке пляжа ко Дню волонтера Вагстаффа, Луиза втягивается в битву умов с мистером Фишодером. Тем временем Тедди удивляет Боба и Линду новым обликом. |            | |                           |                                       |                  |             |                     |
| 223 | 7          | «Loft in Bedslation» «Лофт в кровати»                                                                         | Мэтью Лонг                | Джамиль Салим                         | 14 ноября 2021   | BASA08      | 1.16                |
| Линда и девочки пытаются построить лофт для Луизы всего за один день. Тем временем Боб и Джин устраивают группу геймеров и их настольную ролевую игру. |            | |                           |                                       |                  |             |                     |
| 224 | 8          | «Stuck in the Kitchen with You» «Застрять на кухне с тобой»                                                   | Том Риггин                | Дэн Файбел                            | 21 ноября 2021   | BASA06      | 1.84                |
| Когда Боб как волонтёр готовит ужин в честь Дня благодарения для дома престарелых, Луиза, помогая отцу в его самый напряженный кулинарный день в году, застревает с Бобом на кухне… Тем временем Джин и Тина пытаются помочь Зику развлечь жителей.                                                   |            | |                           |                                       |                  |             |                     |
| 225 | 9          | «FOMO You Didn't» «ФОМО, ты не сделал»                                                                        | Саймон Чонг               | Холли Шлезингер                       | 28 ноября 2021   | BASA09      | 1.62                |
| Сусмита предлагает помочь Тине с заданием на уроке фотографии, но Тина не может перестать думать обо всех тех забавах, которые Тэмми, Джослин, Зик и Джимми младший проводят на уроках. Тем временем в гости приезжает женщина, которая раньше жила в квартире Белчеров.                              |            | |                           |                                       |                  |             |                     |
| 226 | 10         | «Gene's Christmas Break» «Рождественский рекорд Джина»                                                        | Крис Сонг                 | Кэти Краун                            | 19 декабря 2021  | BASA07      | 1.60                |
| После того, как Джин побил свой любимый, чрезвычайно редкий рождественский рекорд эпохи 1970-х, Тина и Луиза присоединились к нему в поисках ещё одной копии. Тем временем Тедди хочет устроить соседского «Тайного Санту» с Бобом и Линдой.                                                          |            | |                           |                                       |                  |             |                     |
| 227 | 11         | «Touch of Eval(uations)» «Прикосновение оценок»                                                               | Райан Маттос              | Грег Томпсон                          | 9 января 2022    | BASA10      | 1.42                |
| Луиза понимает, что новый план мистера Фронда, согласно которому ученики оценивают своих учителей, сместил баланс сил в школе от учителя к ребенку. Тем временем Боб и Линда обнаруживают, что они не имеют общего решения по поводу их последнего пристанища.                                        |            | |                           |                                       |                  |             |                     |
| 228 | 12         | «Ferry on My Wayward Bob and Linda» «Паром на своенравнных Бобе и Линде»                                      | Мэтью Лонг                | Скотт Джейкобсон                      | 27 февраля 2022  | BASA13      | 1.18                |
| Боб и Линда принимают приглашение на ужин в честь Дня святого Валентина от шеф-повара модного ресторана на острове Кингсхед. Тем временем у детей есть план получить дешёвые конфеты ко Дню святого Валентина, но сначала им придется пройти мимо необычайно строгой няни Джен.                       |            | |                           |                                       |                  |             |                     |
| 229 | 13         | «Frigate Me Knot» «Узел фрегата»                                                                              | Крис Сонг                 | Рич Ринальди                          | 6 марта 2022     | BASA12      | 1.15                |
| Линда призывает Тедди посетить церемонию прощания с кораблём, на котором он служил во флоте. Однако это означает, что ему придется столкнуться со своими приятелями из флота и своим прошлым. |            | |                           |                                       |                  |             |                     |
| 230 | 14         | «Video Killed the Gene-io Star» «Видео погубило звезду Джина»                                                 | Том Риггин                | Джон Шредер                           | 13 марта 2022    | BASA11      | 0.95                |
| Джин неохотно соглашается принять участие в музыкальном видео для Кортни. Тем временем Тедди и Линда одержимы таинственным посетителем ресторана. |            | |                           |                                       |                  |             |                     |
| 231 | 15         | «Ancient Misbehavin» «Древнее недостойное поведение»                                                          | Саймон Чонг               | Дэн Файбел                            | 20 марта 2022    | BASA14      | 1.01                |
| Почувствовав себя обиженными учителем во время специального отряда в Древней Греции, Луиза, Милли и Руди обычного размера берут дело в свои руки, чтобы восстановить справедливость. Тем временем Боб получает собственную комнату.                                                                   |            | |                           |                                       |                  |             |                     |
| 232 | 16         | «Interview with a Pop-pop-pire» «Интервью с дед-иром»                                                         | Райан Мэттос              | Кэти Краун                            | 27 марта 2022    | BASA15      | 1.05                |
| Большой Боб приходит на ужин, чтобы Тина взяла у него интервью для школьного проекта. Пока семья ждёт прибытия дедушки, они по очереди придумывают свои версии печально известного инцидента с деревом, который произошел с ним в молодые годы.                                                       |            | |                           |                                       |                  |             |                     |
| 233 | 17         | «The Spider House Rules» «Правила держателей пауков»                                                          | Райан Мэттос и Том Риггин | Джамиль Салим                         | 10 апреля 2022   | BASA16      | 0.88                |
| Луиза начинает дружить с домашним пауком. После того, как Линда и Боб говорят ей убрать его из квартиры, девочка ппрячет его в своей комнате. Тем временем Боб пытается завести друзей помимо людей, которые приходят в ресторан.                                                                     |            | |                           |                                       |                  |             |                     |
| 234 | 18         | «Clear and Present Ginger» «Прямая и явная Джинджер»                                                          | Крис Сонг                 | Лиззи Молинье-Логелин и Венди Молинье | 24 апреля 2022   | BASA17      | 0.89                |
| У Линды запланирован большой день, когда её подруга Джинджер приезжает в гости. Тем временем Боб и дети помогают Нэт с соревнованиям с Лимо. |            | |                           |                                       |                  |             |                     |
| 235 | 19         | «A-Sprout A Boy» «Развинутый мальчик»                                                                         | Мэтью Лонг                | Холли Шлезингер                       | 1 мая 2022       | BASA18      | 1.02                |
| Когда Джин становится одержим старой портативной игрой, Боб предлагает помочь со школьным проектом в надежде направить своего сына к более «интересным» занятиям. Тем временем Луиза и Тина берут на себя детскую прогулку по продуктовому магазину.                                                  |            | |                           |                                       |                  |             |                     |
| 236 | 20         | «Sauce Side Story» «Соусайдская история»                                                                      | Саймон Чонг и Том Риггин  | Стивен Дэвис                          | 8 мая 2022       | BASA21      | 0.92                |
| Когда Луиза, Джин и Тина пытаются отыскать потерянный семейный рецепт подарка на День матери для Линды, сначала им приходится преодолеиь давнюю семейную вражду… |            | |                           |                                       |                  |             |                     |
| 237 | 21         | «Some Like It Bot Part 1: (Eighth) Grade Runner» «В джазе только боты. Часть 1: Бегущая по (восьмому) классу» | Саймон Чонг               | Лорен Бушар и Нора Смит               | 15 мая 2022      | BASA19      | 1.01                |
| Когда Тэмми и Джослин высмеивают новую рубашку Тины в сегменте Вагстаффских новостей, Тина обращается к своему эротическому роману о друзьях и пишет о футуристическом мире, в котором она робот… |            | |                           |                                       |                  |             |                     |
| 238 | 22         | «Some Like It Bot Part 2: Judge-bot Day» «В джазе только боты. Часть 2: Суд-ботный день»                      | Райан Маттос              | Лорен Бушар и Нора Смит               | 22 мая 2022      | BASA20      | 0.93                |
| Тина находится на миссии, которая может доставить ей массу неприятностей. Когда её семья читает эротические рассказы о её подруге и узнаёт, что задумала Тина, Белчеры пытаются её остановить… |            | |                           |                                       |                  |             |                     |

### Тринадцатый сезон (2022—2023)
| № общий | № в сезоне | Название                                                                      | Режиссёр                     | Автор сценария                               | Дата премьеры    | Произв. код | Зрители в США (млн) |
| --- | ---------- | ----------------------------------------------------------------------------- | ---------------------------- | -------------------------------------------- | ---------------- | ----------- | ------------------- |
| 239 | 1          | «To Bob or Not To Bob» «Боб или не Боб»                                       | Крис Сонг                    | Лиззи Молинье-Логелин и Венди Молинье        | 25 сентября 2022 | BASA22      | 1.67                |
| Боб, Линда и дети помогают мистеру Фишодёру поставить пьесу, чтобы заставить его брата Феликса признаться в краже. Тем временем Луиза ревнует Тину к рукам.                                                             |            |                                                                               |                              |                                              |                  |             |                     |
| 240 | 2          | «The Reeky Lake Show» «Шоу вонючего озера»                                    | Мэтью Лонг                   | Рич Ринальди                                 | 2 октября 2022   | CASA01      | 1.06                |
| Семейная поездка на озеро в день труда меняется, когда Белчеры оказываются в ловушке в своей хижине, прячась от того, что скрывается снаружи…                                                                           |            |                                                                               |                              |                                              |                  |             |                     |
| 241 | 3          | «What About Job?» «А как же работа?»                                          | Том Риггин                   | Лиззи Молинье-Логелин и Венди Молинье        | 9 октября 2022   | CASA02      | 1.68                |
| Школьное задание о карьере заставляет Луизу крутиться по спирали, пытаясь представить, что может ожидать её в будущем…                                                                                                  |            |                                                                               |                              |                                              |                  |             |                     |
| 242 | 4          | «Comet-y of Errors» «Комет-ия ошибок»                                         | Брайан Лоскьяво              | Дэн Файбел                                   | 16 октября 2022  | CASA03      | 0.92                |
| На вечеринке, посвящённой наблюдению за кометами, Боб пытается удержать Тедди от того, чтобы тот не сошёл с ума в поисках знаков Вселенной… Тем временем дети пытаются воплотить в жизнь свои желания падающих комет.   |            |                                                                               |                              |                                              |                  |             |                     |
| 243 | 5          | «So You Stink You Can Dance» «Вонючка, ты умеешь танцевать»                   | Райан Маттос                 | Джон Шредер                                  | 23 октября 2022  | CASA04      | 1.49                |
| Тина подбадривает Джимми младшего на полупрестижном танцевальном семинаре. Тем временем Боб и Линда соревнуются, кто сможет поймать больше мячей для хоум-рана за пределами стадиона.                                   |            |                                                                               |                              |                                              |                  |             |                     |
| 244 | 6          | «Apple Gore-chard! (But Not Gory)» «Яблоневый кровавый сад! (Но не кровавый)» | Крис Сонг                    | Скотт Джейкобсон                             | 30 октября 2022  | CASA05      | 1.66                |
| Луиза подозревает, что происходит что-то зловещее во время хэллоуинской экскурсии в яблоневый сад… Тем временем Тина и Джин надеются выиграть парад школьных костюмов.                                                  |            |                                                                               |                              |                                              |                  |             |                     |
| 245 | 7          | «Ready Player Gene» «Игроку Джину приготовиться»                              | Мэтью Лонг                   | Джамиль Салим                                | 13 ноября 2022   | CASA06      | 1.69                |
| По соседству с рестораном открывается аркада виртуальной реальности, и Джин тратит все свои деньги. Тем временем Луиза и Тина пытаются построить башню из меню выше, чем когда-либо.                                    |            |                                                                               |                              |                                              |                  |             |                     |
| 246 | 8          | «Putts-giving» «День удар-ения»                                               | Том Риггин                   | Кэти Краун                                   | 20 ноября 2022   | CASA07      | 1.09                |
| Белчеры идут на поле для мини-гольфа утром в День Благодарения. |            |                                                                               |                              |                                              |                  |             |                     |
| 247 | 9          | «Show Mama from the Grave» «Покажи маму с могилы»                             | Брайан Лоскьяво              | Холли Шлезингер                              | 27 ноября 2022   | CASA08      | 1.22                |
| Боб берёт Линду и детей на могилу своей матери, но найти надгробие оказалось сложнее, чем он ожидал. Тем временем Тедди совершает серьезную ошибку, делая ремонт в доме Белчеров.                                       |            |                                                                               |                              |                                              |                  |             |                     |
| 248 | 10         | «The Plight Before Christmas» «Бедственное положение перед Рождеством»        | Крис Сонг                    | Сюжет : Кельвин Ю Телесценарий : Лорен Бушар | 11 декабря 2022  | CASA10      | 1.46                |
| Боб и Линда пытаются посетить все три детских праздничных представления одновременно. |            |                                                                               |                              |                                              |                  |             |                     |
| 249 | 11         | «Cheaty Cheaty Bang Bang» «Обман-обман ой-ой-ой»                              | Райан Маттос                 | Стивен Дэвис                                 | 8 января 2023    | CASA09      | 1.35                |
| После того, как ученица обвиняет Тину в списывании на тесте, последней нужно вернуться в школу, чтобы очистить свое имя. Однако, снежная буря заманивает Тину и её семью в ловушку дома…                                |            |                                                                               |                              |                                              |                  |             |                     |
| 250 | 12         | «Oh Row You Didn’t» «О, ты не добрался»                                       | Мэтью Лонг                   | Рич Ринальди                                 | 19 февраля 2023  | CASA11      | 1.01                |
| Мужчина, пытающийся добраться из Новой Зеландии в Новую Шотландию, заходит в ресторан Белчеров, чтобы съесть гамбургер, и это меняет все его планы…                                                                     |            |                                                                               |                              |                                              |                  |             |                     |
| 251 | 13         | «Stop! Or My Mom Will Sleuth!» «Стой! Или моя мама будет выслеживать!»        | Том Риггин                   | Дэн Файбел                                   | 26 февраля 2023  | CASA12      | 0.87                |
| Когда Луизу обвиняют в краже в школе, Линда использует своё положение школьного волонтёра, чтобы попытаться раскрыть дело изнутри.                                                                                      |            |                                                                               |                              |                                              |                  |             |                     |
| 252 | 14         | «These Boots Are Made for Stalking» «Эти ботинки созданы для преследования»   | Брайан Лоскьяво              | Линдси Стоддарт                              | 5 марта 2023     | CASA13      | 0.78                |
| Когда самые крутые подростки, которых Тина когда-либо видела, начинают приходить в ресторан, она решает, что должна быть такой же, как они. Тем временем Джин и Луиза ссорятся из-за вонючих носков.                    |            |                                                                               |                              |                                              |                  |             |                     |
| 253 | 15         | «The Show (And Tell) Must Go On» «Показ (и розказ) должны продолжаться»       | Райан Маттос                 | Джон Шредер                                  | 12 марта 2023    | CASA14      | 0.84                |
| Луиза берёт с собой Тину, чтобы найти идеальный предмет для её последнего урока «Покажи и расскажи». Тем временем Тедди перебарщивает, пытаясь произвести впечатление на свидание в ресторане.                          |            |                                                                               |                              |                                              |                  |             |                     |
| 254 | 16         | «What A (April) Fool Believes» «Во что верит (первоапрельский) дурак»         | Мэтью Лонг                   | Грег Томпсон                                 | 19 марта 2023    | CASA16      | 0.75                |
| Мистер Фишодер бросает вызов Бобу успешно подшутить с ним в День смеха, иначе тот потеряет договор аренды… |            |                                                                               |                              |                                              |                  |             |                     |
| 255 | 17         | «Crows Encounters of the Bird Kind» «Вороньи контакты птичьей степени»        | Крис Сонг                    | Скотт Джейкобсон                             | 19 марта 2023    | CASA15      | 0.81                |
| Тина тащит Боба за собой в отчаянной попытке заработать значок наблюдателя за птицами для девочек-громовержцев. Тем временем Луиза и Джин пытаются сохранить свою новую ресторанную игру в секрете от Линды.            |            |                                                                               |                              |                                              |                  |             |                     |
| 256 | 18         | «Gift Card or Buy Trying» «Подарочный сертификат или купить пытаясь»          | Том Риггин                   | Джамиль Салим                                | 16 апреля 2023   | CASA17      | 0.67                |
| Когда покупатель оставляет подарочный сертификат на 100 долларов в качестве чаевых, Боб, Линда и дети отправляются за покупками по 20 долларов каждый. Тем временем у Джина происходит неловкая стычка с бывшим другом. |            |                                                                               |                              |                                              |                  |             |                     |
| 257 | 19         | «Crab-solutely Fabulous» «Просто краб-тастика»                                | Брайан Лоскьяво              | Кэти Краун                                   | 23 апреля 2023   | CASA18      | 0.80                |
| Дети становятся участниками борцовского шоу на тему ракообразных. Тем временем Линда пытается сформировать 21-дневную привычку.                                                                                         |            |                                                                               |                              |                                              |                  |             |                     |
| 258 | 20         | «Radio No You Didn’t» «Радио нет, это не ты»                                  | Райан Маттос                 | Холли Шлезингер                              | 30 апреля 2023   | CASA19      | 0.82                |
| Боб рассказывает Линде и детям историю старого сломанного радио, которое раньше принадлежало его бабушке Алисе, и ту роль, которую оно сыграло в её открытии того, что в доме Алисы живет немецкий шпион…               |            |                                                                               |                              |                                              |                  |             |                     |
| 259 | 21         | «Mother Author Laser Pointer» «Писатели-матери и лазерная указка»             | Крис Сонг                    | Линдси Стоддарт                              | 14 мая 2023      | CASA20      | 0.72                |
| Линда почти случайно похищает автора книги для детей. Тем временем дети помогают мистеру Фронду снять свою кошку с дерева перед школой.                                                                                 |            |                                                                               |                              |                                              |                  |             |                     |
| 260 | 22         | «Amelia» «Амелия»                                                             | Мэтью Лонг и Брайан Лоскьяво | Лорен Бушар                                  | 21 мая 2023      | CASA21      | 0.72                |
| Луиза принимает классное задание и несколько бесполезных замечаний Уэйна очень лично. Тем временем Боб нанимает массажиста-стажёра, чтобы тот сделал Линде массаж на День матери.                                       |            |                                                                               |                              |                                              |                  |             |                     |

### Четырнадцатый сезон (2023—2024)
| № общий | № в сезоне | Название                                                                            | Режиссёр         | Автор сценария                        | Дата премьеры    | Произв. код | Зрители в США (млн) |
| --- | ---------- | ----------------------------------------------------------------------------------- | ---------------- | ------------------------------------- | ---------------- | ----------- | ------------------- |
| 261 | 1          | «Fight at the Not Okay Chore-ral» «Бой у неладных домашних дел»                     | Бернард Дерриман | Нора Смит                             | 1 октября 2023   | CASA22      | 1.23                |
| Когда Линда и Боб предлагают детям заняться домашними делами, в семье начинается драка. |            |                                                                                     |                  |                                       |                  |             |                     |
| 262 | 2          | «The Amazing Rudy» «Удивительный Руди»                                              | Райан Маттос     | Лиззи Молинье-Логелин и Венди Молинье | 8 октября 2023   | DASA01      | 0.82                |
| Руди присутствует на важном ужине, а Белчеры готовят важную запеканку. |            |                                                                                     |                  |                                       |                  |             |                     |
| 263 | 3          | «The Pickleorette» «Солёно-огуречник»                                               | Крис Сонг        | Стивен Дэвис                          | 22 октября 2023  | DASA02      | 0.78                |
| Боб и Линда помогают Гретхен устроить девичник ее сестры. Тем временем Тина заставляет Джина и Луизу сыграть в настольную игру, которую они нашли на улице. |            |                                                                                     |                  |                                       |                  |             |                     |
| 264 | 4          | «Running Down a Gene» «Бегство за Джином»                                           | Мэтью Лонг       | Холли Шлезингер                       | 29 октября 2023  | DASA03      | 0.91                |
| Джин пытается научиться осознанному сновидению, чтобы восстановить самую совершенную песню в мире, которую он написал во сне. Тем временем Луиза и Тина пытаются поймать сверчка, чьё щебетание не даёт Линде спать по ночам. |            |                                                                                     |                  |                                       |                  |             |                     |
| 265 | 5          | «Bully-ieve It or Not» «Хочешь задирайся, хочеш нет»                                | Брайан Лоскьяво  | Джон Шредер                           | 5 ноября 2023    | DASA04      | 1.56                |
| Дети Белчеров узнают тайну о прошлом Зика. Тем временем Боб разжигает вражду с Джимми Песто. |            |                                                                                     |                  |                                       |                  |             |                     |
| 266 | 6          | «Escape From Which Island?» «Побег из какого острова?»                              | Крис Сонг        | Рич Ринальди                          | 12 ноября 2023   | DASA06      | 1.43                |
| Мистер Фишодер нанимает Боба в качестве своего личного шеф-повара для глэмпинг-путешествия на секретный остров своего эксклюзивного клуба. Тема временем Линда проводит для детей ускорённый курс этикета на коктейльных вечеринках. |            |                                                                                     |                  |                                       |                  |             |                     |
| 267 | 7          | «The (Raccoon) King and I» «Король (енотов) и я»                                    | Райан Маттос     | Скотт Джейкобсон                      | 19 ноября 2023   | DASA05      | 0.86                |
| Во время вечеринки в районе Линда совершает ошибку, которая может поставить под угрозу жизнь её любимого уличного енота… |            |                                                                                     |                  |                                       |                  |             |                     |
| 268 | 8          | «Wharf, Me Worry?» «Пристань меня беспокоит?»                                       | Мэтью Лонг       | Кэти Краун                            | 26 ноября 2023   | DASA07      | 0.87                |
| Во время своего особенного дня на пристани с Большим Бобом дети попадают в неприятности из-за новейшего гигантского моллюска-гадателя на пристани. |            |                                                                                     |                  |                                       |                  |             |                     |
| 269 | 9          | «Fraud of the Dead: Zombie-docu-pocalypse» «Обман мертвецов: Зомби-доку-покалипсис» | Брайан Лоскьяво  | Джамиль Салим                         | 3 декабря 2023   | DASA08      | 1.30                |
| Документальный фильм о лучнице мирового класса Луизе Белчер прерван неожиданными посетителями… |            |                                                                                     |                  |                                       |                  |             |                     |
| 270 | 10         | «The Nightmare 2 Days Before Christmas» «Кошмарные 2 дня перед Рождеством»          | Райан Маттос     | Линдси Стоддарт                       | 17 декабря 2023  | DASA09      | 1.50                |
| Когда за два дня до Рождества отключается электричество, Белчерам приходится провести каникулы в старом охотничьем домике семьи мистера Фишодера. |            |                                                                                     |                  |                                       |                  |             |                     |
| 271 | 11         | «Mission Impossi-Bob» «Миссия невы-Боб-нима»                                        | Крис Сонг        | Стивен Дэвис                          | 7 января 2023    | DASA10      | 0.98                |
| Тедди застревает в подземном бункере выживания и просит Боба найти его и вытащить из него. |            |                                                                                     |                  |                                       |                  |             |                     |
| 272 | 12         | «Jade in the Shade» «Нефрит в тени»                                                 | Мэтью Лонг       | Джон Шредер                           | 10 марта 2024    | DASA11      | 0.79                |
| Во время экскурсии по истории бутлегерства города Линда и Луиза попадают в приключение по поиску сокровищ… Тем временем Боб, Тина и Джин принимают группу уличных артистов, желающих уладить спор. |            |                                                                                     |                  |                                       |                  |             |                     |
| 273 | 13         | «Butt Sweat and Fears» «Пот на заднице и страхи»                                    | Брайан Лоскьяво  | Холли Шлезингер                       | 19 мая 2024      | DASA12      | 0.59                |
| Тина полна решимости немного потренироваться на вечеринке Челси, но в её попытках высушить нервный пот на заднице её юбка застревает в сушилке. Тем временем Тедди пытается принять участие в семейном соревновании по строительству объектов из мусора в подвале. |            |                                                                                     |                  |                                       |                  |             |                     |
| 274 | 14         | «The Big Stieblitzki» «Большой Стиблицки»                                           | Райан Маттос     | Скотт Джейкобсон                      | 8 сентября 2024  | DASA13      | 1.91                |
| Когда семью приглашают на день рождения отца Руди, они изо всех сил стараются сделать его лучше Пола, который пытается приударить за матерью Руди. Тем временем Тина пытается убедить женщину вступить в отношения с отцом Руди. |            |                                                                                     |                  |                                       |                  |             |                     |
| 275 | 15         | «The Right Tough Stuff» «Крутая штука что надо»                                     | Крис Сонг        | Рич Ринальди                          | 15 сентября 2024 | DASA14      | 0.77                |
| Когда Гейл говорит семье, что отправляет запись для прослушивания на «Остров крутых штук», Линда полна решимости сделать свою запись скучной, чтобы спасти себя от унижения на катушке с отказом. Тем временем Боб борется со своей новой электрической шлифовальной машиной, пока дети тайно пытаются сделать запись Гейл более интересной. |            |                                                                                     |                  |                                       |                  |             |                     |
| 276 | 16         | «To Catch a Beef» «Поймать говядину»                                                | Мэтью Лонг       | Джамиль Салим                         | 22 сентября 2024 | DASA15      | 0.99                |
| Когда Боско идёт к Бобу, чтобы узнать, как приготовить бургер для тайной миссии по вытеснению преступника и владельца бургерной Винсента Балики, становится очевидно, что сержанту крайне не хватает кулинарных знаний. Поскольку семья Боба постоянно останавливает любой прогресс в уроках Боба, Боско, всё ещё неопытный, идёт на собеседование, только чтобы снова встретиться со своим потенциальным работодателем-преступником в «Закусочной Боба» для спонтанного теста по приготовлению бургеров. |            |                                                                                     |                  |                                       |                  |             |                     |

### Пятнадцатый сезон (2024)
| № общий | № в сезоне | Название                                                                             | Режиссёр         | Автор сценария  | Дата премьеры    | Произв. код | Зрители в США (млн) |
| --- | ---------- | ------------------------------------------------------------------------------------ | ---------------- | --------------- | ---------------- | ----------- | ------------------- |
| 277 | 1          | «The Tina Table: The Tables Have Tina-ed» «Стол Тины: Ситуация в корне изме-Тина-сь» | Бернард Дерриман | Грег Томпсон    | 29 сентября 2024 | DASA16      | 0.72                |
| Тина оказывается в затруднительном положении, когда компьютерная видеоигра мистера Фронда делает её шоу «Стол Тины» популярным, но последствия его игры наносят ущерб естественному порядку в школе. Тем временем Боб и Линда слишком увлекаются ритуалом пересказа фильмов ужасов Тедди и начинают придумывать собственные сюжеты. |            |                                                                                      |                  |                 |                  |             |                     |
| 278 | 2          | «Saving Favorite Drive-In» «Спасти любимый автокинотеатр»                            | Брайан Лоскьяво  | Кэти Краун      | 6 октября 2024   | DASA17      | 0.75                |
| Когда Белчеры посещают местный автокинотеатр, Боб придумывает план, как спасти его от закрытия. Тем временем Линда случайно оскорбляет другую маму во время групповой текстовой переписки, а Луиза и Джин прячутся от Тины, украв несколько её любимых конфет.                                                                      |            |                                                                                      |                  |                 |                  |             |                     |
| 279 | 3          | «Colon-ly the Dronely» «Колоноскопия и дрон»                                         | Райан Маттос     | Линдси Стоддарт | 20 октября 2024  | DASA18      | 1.38                |
| Линда соглашается отвезти Тедди забрать Кэтлин с колоноскопии после того, как он случайно травмировался. Тем временем дети придумывают план, как разыграть беспилотник, который должен снимать школу сверху. |            |                                                                                      |                  |                 |                  |             |                     |
| 280 | 4          | «For Whom the Doll Toes» «По ком кукольные пальцы»                                   | Саймон Чонг      | Лорен Бушар     | 27 октября 2024  | DASA20      | 0.71                |
| Луиза инсценирует детективное убийство в жутком старом магазине кукольных домиков по причинам, которые она не может объяснить… |            |                                                                                      |                  |                 |                  |             |                     |
| 281 | 5          | «Don't Stop Be-cheesin'» «Не прекращай быть сырной»                                  | Крис Сонг        | Дэн Файбел      | 3 ноября 2024    | DASA19      | 1.05                |
| Луиза тренирует Тину, чтобы она осталась последней выжившей ученицей в битве по метанию сыра с другими восьмиклассниками. Тем временем Боб и Тедди учат Линду, как успешно подслушивать разговоры клиентов, не попадаясь при этом на глаза.                                                                                         |            |                                                                                      |                  |                 |                  |             |                     |
| 282 | 6          | «Hope N' Mic Night» «Ночь надежды и микрофона»                                       | Саймон Чонг      | Лорен Бушар     | 10 ноября 2024   | DASA22      | 0.71                |
| Дети хотят устроить вечер открытого микрофона в ресторане, но скрытые расходы продолжают расти, и Боб беспокоится, что этот вечер их погубит. |            |                                                                                      |                  |                 |                  |             |                     |
| 283 | 7          | «Boogie Days» «Дни в стиле буги»                                                     | Брайан Лоскьяво  | Джон Шредер     | 24 ноября 2024   | EASA01      | 1.32                |
| Когда Луиза записывается на соревнование отца и дочери по буги-борду, прошлое Боба возвращается, чтобы преследовать его. |            |                                                                                      |                  |                 |                  |             |                     |
| 284 | 8          | «They Slug Horses, Don’t They?» «Загнанных лошадей сильно бьют, не правда ли?»       | Бернард Дерриман | Нора Смит       | 8 декабря 2024   | DASA21      | 1.03                |
| Тина и Луиза вступают в спор, который обостряется из-за нескольких графических открыток с извинениями. |            |                                                                                      |                  |                 |                  |             |                     |
| 285 | 9          | «Dog Christmas Day After Afternoon» «Собачий день Рождества после полудня»           | Крис Сонг        | Стивен Дэвис    | 15 декабря 2024  | EASA02      | 1.16                |
| Семейная поездка посмотреть на рождественские огни превращается в спасательную операцию во многих смыслах. |            |                                                                                      |                  |                 |                  |             |                     |
| 286 | 10         | «Advice Things Are Ad-Nice» «Советы — хороши»                                        | Райан Маттос     | Холли Шлезингер | 29 декабря 2024  | EASA03      | 1.20                |
| Тина становится новым обозревателем рубрики советов в школьной газете. Тем временем Тедди берёт на себя больше, чем может вынести, когда добровольно вызывается построить платформу для парада «Щедрость залива». |            |                                                                                      |                  |                 |                  |             |                     |